# Òpera francesa

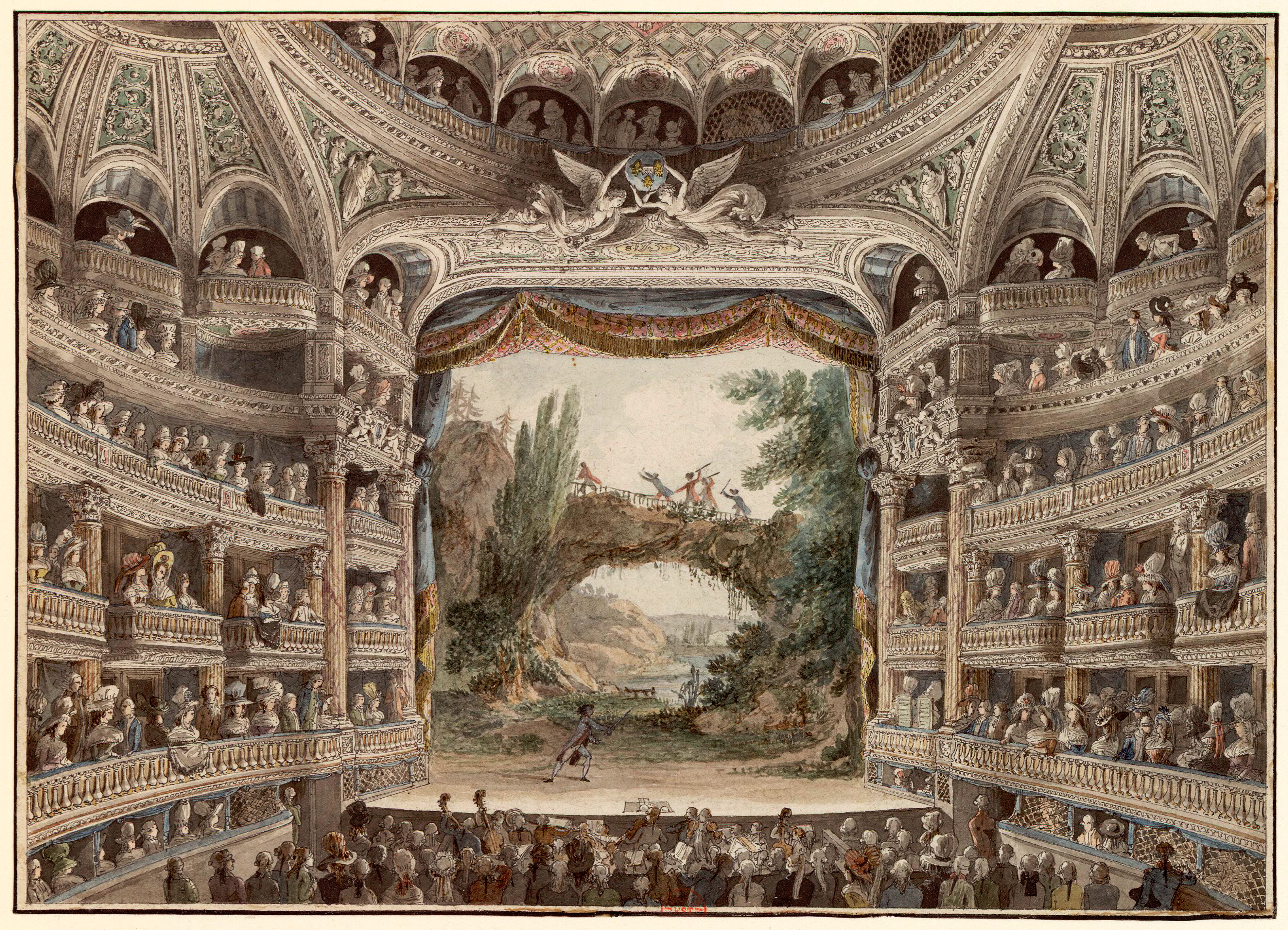
La Comédie-Française durant el.

L'òpera francesa és l'art de l'òpera cantada en francès i que es desenvolupa a França. França té una de les tradicions operístiques més importants d'Europa, amb obres de compositors nacionals de la talla de Rameau, Berlioz, Gounod, Bizet, Massenet, Debussy, Ravel, Poulenc i Messiaen, a més d'aportacions de molts compositors estrangers, com Lully, Gluck, Salieri, Cherubini, Spontini, Meyerbeer, Rossini, Donizetti, Verdi i Offenbach.
El gènere operístic francès es va iniciar en la cort del rei Lluís XIV amb l'obra de Jean-Baptiste Lully, d'origen italià, Cadmus et Hermione (1673). Lully i el seu llibretista Philippe Quinault van crear la tragédie en musique, una forma escènica en la qual el ballet, afició favorita de la cort francesa i l'escriptura coral tenien un paper especialment destacat. El successor més important de Lully va ser Rameau, i a la seva mort va prendre el relleu l'alemany Gluck, que va produir en la dècada de 1770 una sèrie de sis òperes per a l'escena parisenca que van renovar per complet el gènere. Al temps, a mitjan segle xviii, un altre gènere operístic anava guanyant popularitat a França: l'opéra-comique, en el qual les àries alternaven amb el diàleg parlat. En la dècada de 1820, la influència de Gluck a França va donar pas a un nou gust per les òperes de Rossini i una obra seva, Guillaume Tell, va ajudar a fundar un altre nou gènere, conegut com a grand opéra, l'exponent més destacat del qual va ser Giacomo Meyerbeer. L'opéra-comique va continuar amb gran èxit de les mans de Boïeldieu, Auber, Hérold i Adam. En aquest clima, van sorgir les òperes d'Hector Berlioz que va lluitar, sense aconseguir-ho, per obtenir l'èxit del públic: la seva obra mestra èpica Les Troyens, la culminació de la tradició gluckiana, no va tenir una representació adequada fins i tot gairebé cent anys després de ser escrita.
La segona meitat del segle xix, Jacques Offenbach va dominar un altre nou gènere, l'opereta, amb obres enginyoses i cíniques com Orphée aux enfers; Charles Gounod va tenir un gran èxit amb Faust; i Georges Bizet va compondre Carmen, probablement l'òpera francesa més famosa de tots els temps. Alhora, la influència de Richard Wagner es va considerar un desafiament a la tradició francesa. Potser la resposta més interessant a la influència wagneriana va ser la singular obra mestra operística de Claude Debussy, Pelléas Et Mélisande (1902).
El segle xx ja no hi ha operistes francesos i l'òpera apareix en l'opus dels diferents compositors com un fet aïllat, sense continuïtat. Un compositor, una o dues òperes, encara que això sí, firmades per autors de la talla musical de Ravel, Poulenc o Messiaen.

## L'època barroca

### Primeres òperes a França

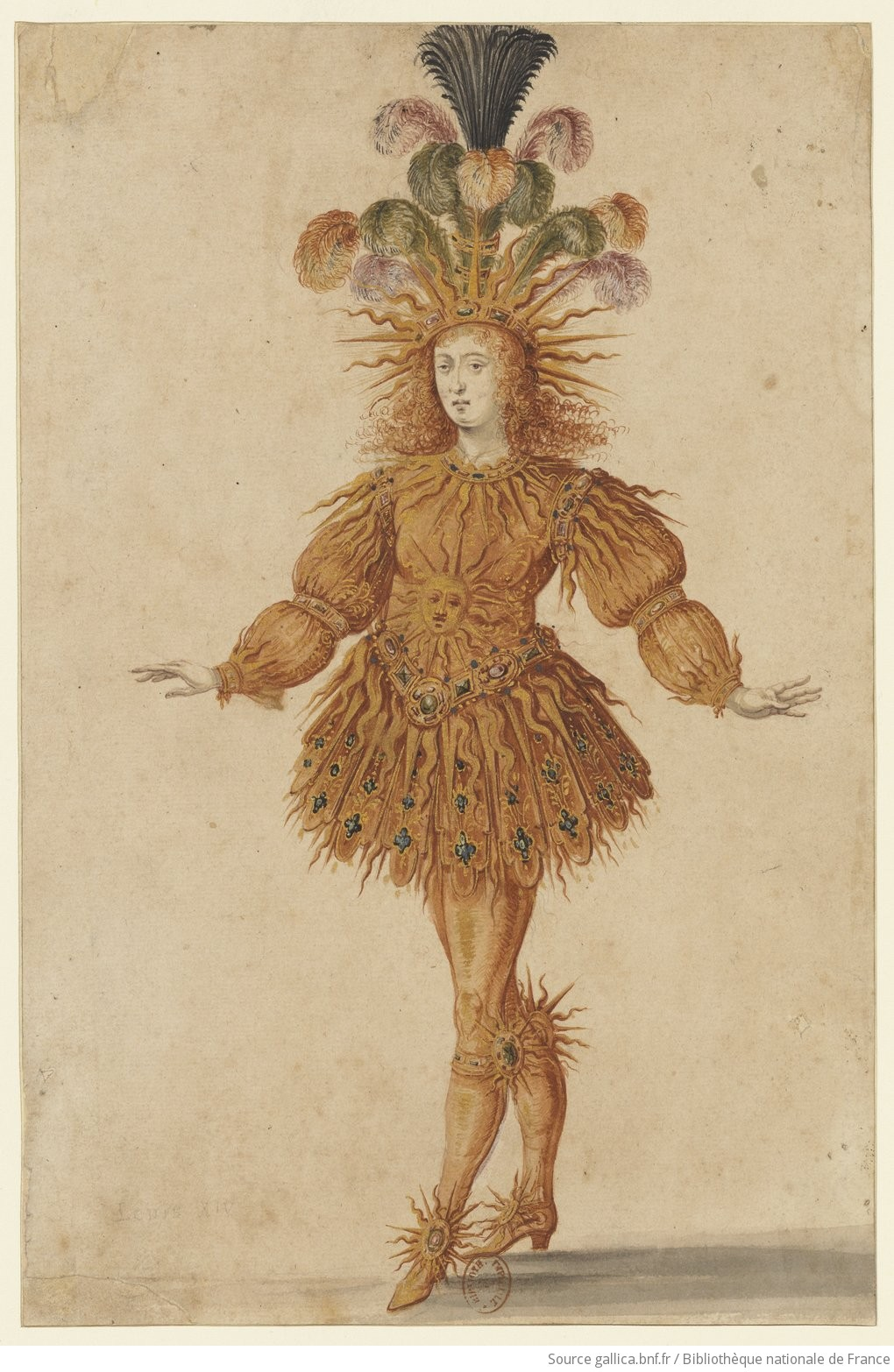
El Rei Sol, Lluís XIV, en el Ballet de la Nuit (1653)

El gènere operístic havia començat a Itàlia a començaments del segle xvii. En un primer moment (1600-35), va sorgir com a evolució de les obres d'entreteniment cortesà que es muntaven als palaus aristocràtics de Florència, Màntua i Roma, estretament vinculades a les tradicions renaixentistes. Després van sorgir els dramma per musica o favola in música (1637-80), en els quals es va donar més importància a l'argument, cosa que va suposar l'aparició dels llibrets, tal com avui es coneixen, a mitjan segle. A Venècia, el 1637, va sorgir la idea de realitzar una temporada d'òpera d'assistència lliure, oberta al públic, que es sufragava amb la venda d'abonaments, i es va inaugurar llavors el primer teatre públic d'òpera del món, el San Cassiano. En una tercera fase (1650-90) encavalcada amb la segona, l'òpera es va difondre per tot Itàlia i va creuar els Alps, i el dramma per musica es va adaptar localment a les condicions polítiques i socials i les seves obres van ser representades tant en teatres públics com privats. Les òperes italianes havien de guanyar-se el favor popular i això li donava gran dinamisme al gènere. Tanmateix, a França, els espectacles teatrals estaven sotmesos a importants regulacions i depenien, en darrer terme, del favor reial i fou una decisió reial la que vas decidir el naixement de l'òpera francesa.
Les primeres representacions d'òpera que es van organitzar a França van ser obres importades d'Itàlia, promogudes pel Cardenal Mazzarino, regent del jove rei Lluís XIV, en el seu intent d'italianitzar la cort francesa. El 1645, la pastoral La finta pazza, de Francesco Sacrati va ser la primera òpera italiana presentada a París i la va seguir Orfeo (1647), de Luigi Rossi, que va ser la primera òpera italiana estrenada a França. La gran impopularitat del cardenal entre l'aristocràcia i molts sectors de la societat francesa, va ser una de les causes que el públic els dispensà una tèbia recepció, encara que també hi havia consideracions musicals en el rebuig: la cort francesa estava molt acostumada a un tipus d'espectacle musical ja molt establert, el conegut Ballet de cour o ballet cortesà, que incloïa elements cantats i ballats en un esdeveniment de gran esplendor i luxe.
El 1659, Mazzarino va cridar a París a Francesco Cavalli i li va encarregar una òpera, Ercole amante, que seria presentada en els festejos nupcials del jove rei en un teatre expressament construït per a l'ocasió en les Teuleries, a càrrec de l'arquitecte, escenògraf i especialista en maquinària Gaspare Vigarani, un italià en aquell moment al servei del duc de Màntua. La inauguració del teatre es va retardar i en el casament de Lluís XIV i María Teresa d'Àustria, el 22 de novembre de 1660, Cavalli va presentar, a la galeria superior del Louvre, una obra que no requeria res de maquinària Il Serse (estrenada ja a Itàlia el 1654), substituint l'antinatural castrato de l'original italià per un baríton i donant entrada a alguns ballets compostos per Lully que no tenien res a veure amb l'acció. El 1662, Cavalli, ja mort Mazzarino, va poder presentar per fi la seva obra, Ercole amante, expressament pensada per a la cort francesa i en la qual va fer grans concessions al gust francès: va afegir un pròleg i un epíleg laudatoris per al monarca i va introduir diversos ballets, amb papers que van ser ballats pel mateix rei Lluís (Plutó, Mart i el Sol). Però ni així no va aconseguir obtenir el triomf el principal compositor italià de l'època i els números de ballet, una vegada més, van tenir més èxit que la mateixa obra. La perspectiva que l'òpera florís a França semblava remota. Tanmateix, paradoxalment, seria un altre compositor italià, ja establert a França i molt proper al rei, el que establiria les bases per a la creació d'una duradora tradició operística francesa.

### El naixement de l'òpera francesa: Lully

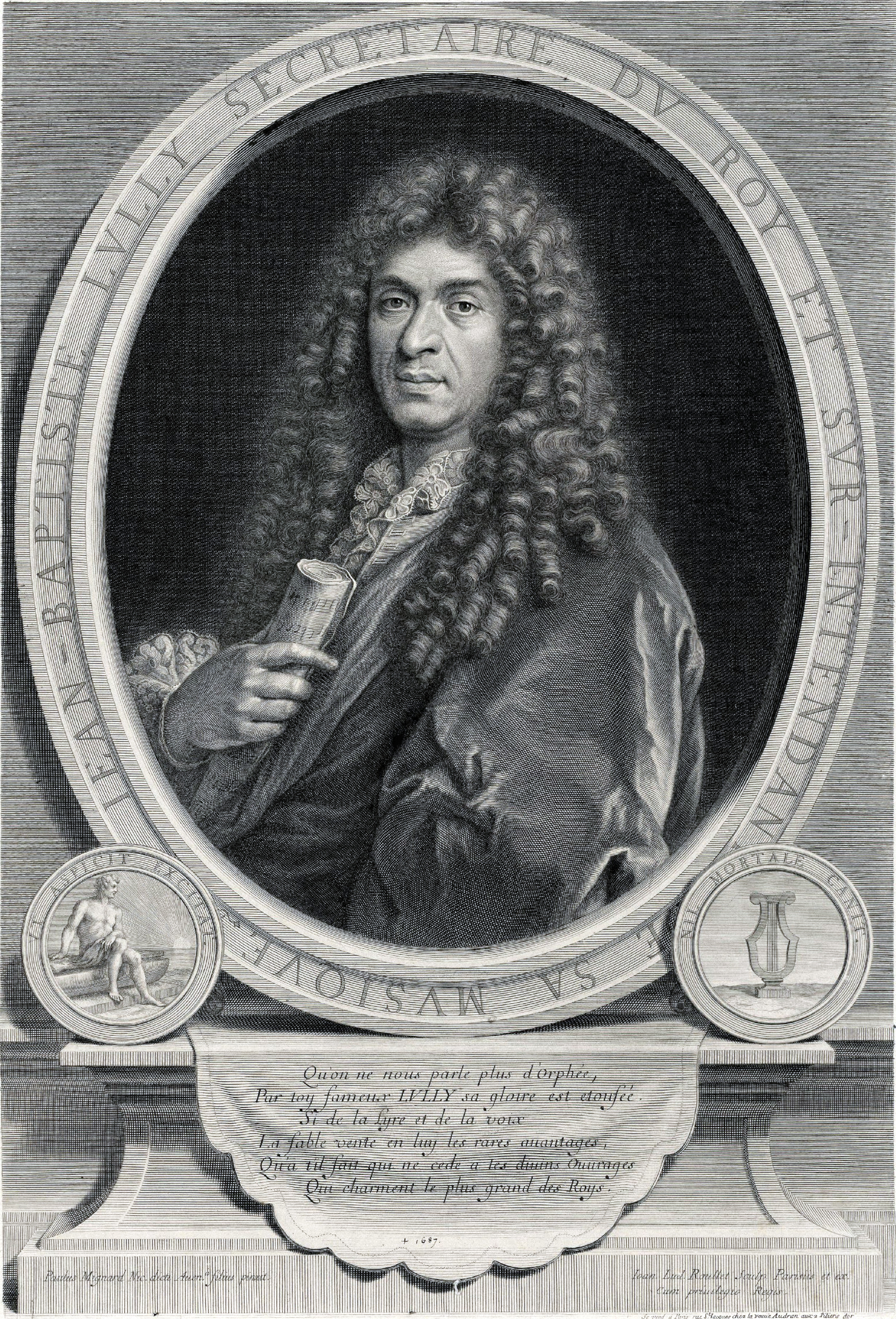
Jean-Baptiste Lully, el pare de l'òpera francesa

Jean-Baptiste Lully (1632-87), florentí, era el músic favorit de Lluís XIV, que des de 1661, a la mort de Mazzarino, havia assumit el ple poder reial i tenia la intenció de remodelar la cultura francesa a la seva imatge i fer d'ella un símbol polític en el qual els grans espectacles tindrien un lloc central. Cavalli va tornar a Itàlia i els músics italians van ser apartats gradualment. Lully, igual que Lluís XIV, era un excel·lent ballarí i s'havia guanyat el favor reial ballant i component música per a alguns ballets en els quals ambdós havien ballat junts. Lully tenia un instint segur per saber exactament el que satisfaria el gust del seu sobirà, i del públic cortesà en general, i ja havia compost força música per a aquests espectacles extravagants que tant agradaven a la cort. El 1658 la companyia de teatre de Molière havia tornat a París i amb ella s'inaugurava una era d'esplendor de l'escena teatral (1658-69), amb moltes representacions -amb música i sense- als tres teatres parisins: Hôtel de Bourgogne, Théâtre du Marais i Théatre du Palais Royal. Lully va conèixer a Molière i va compondre per a ell la música de diverses comédie-ballet -Les fâcheux (1661), Le Mariage forcé (1664), Georges Dandin (1668), Monsieur de Pourceaugnac (1669), Les Amants magnifiques (1670) i Le bourgeois gentilhomme (1670)- obres que van gaudir de gran èxit popular i a les quals van assistir molts personatges de la cort.

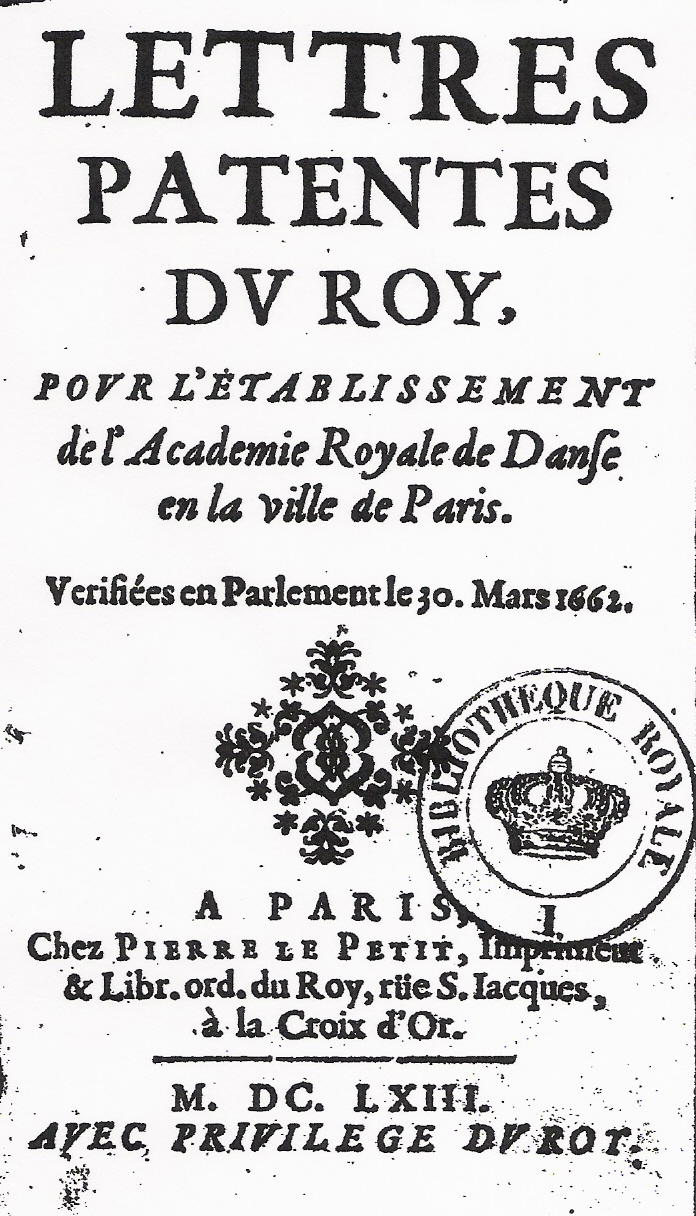
Carta patent de l'Académie Royale de Danse.

El rei començava a tenir dificultats físiques per ballar (el 1671 va abandonar definitivament l'escena) i a poc a poc, les seves preferències van anar canviant cap a un altre tipus d'espectacles, fins al punt de no subvencionar més ballets. A instàncies del seu ministre Jean-Baptiste Colbert, i a imatge de l'Acadèmia Reial de Dansa francesa (creada el 1661), el rei va crear per decret de 28 de juny de 1669 l'Académie Royale de Musique, amb la tasca de difondre la música d'escena francesa al públic, no només a París, sinó també a totes les ciutats del regne. Els primers beneficiaris de la llicència reial, per un període de 12 anys, van ser el poeta i llibretista Pierre Perrin i el músic Robert Cambert. L'obra escènica Pomona va ser presentada el 19 de març de 1671 i per això es considera de vegades la primera òpera francesa, de la mateixa manera que la Salle de la Bouteille del jeu de paume de la rue Mazarinees es considera el primer teatre públic francès d'òpera. Empresonat Perrin pels deutes contrets, Lully va intercedir per ell davant del rei que el va alliberar a canvi que cedís el seu privilegi a Lully el 1672. A l'any següent, 1673, Lully va aconseguir ampliar la llicència reial i també va obtenir el favor de poder negar l'autorització de representacions teatrals que incloguessin música amb més de dues veus cantades o sis violins.
Des d'aquell mateix any, i durant gairebé un segle, l'Académie Royale de Musique tindrà la seva seu al Palais-Royal i, malgrat els intents de promoure l'òpera a províncies, la història de l'òpera francesa estarà lligada a aquesta institució parisenca, fins al punt que, aviat va prendre l'hàbit de referir-se a l'«Académie» simplement com «l'Opéra».

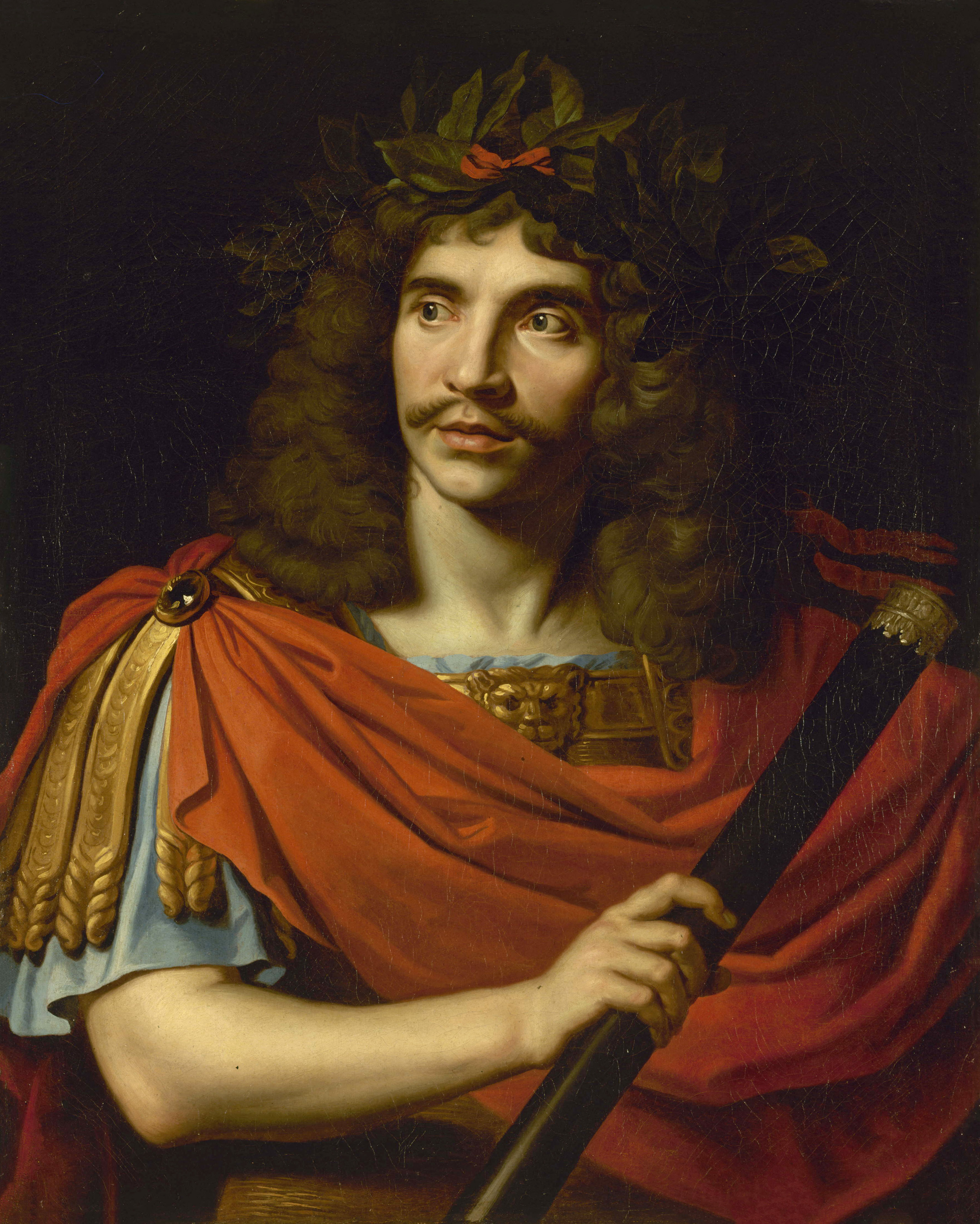
Molière, amb qui Lully va col·laborar en cinc comédies-ballet (1661-70)

Molière i Lully en la seva última col·laboració havien lluitat amargament i el compositor va trobar un nou i més flexible col·laborador en Philippe Quinault, que escriurà tots els llibrets de les seves següents obres, ja plenament òperes (llevat de tres). El 27 d'abril de 1673, a Paris, es va presentar la primera òpera de Lully, Cadmus et Hermione, que és considerada de vegades com la primera òpera francesa en tota l'extensió del terme. Es tracta d'un treball en un nou gènere, que els seus creadors Lully i Quinault van batejar com «tragédie en musique» (més endavant «tragédie lyrique»), una nova forma d'òpera especialment adaptada al gust francès.
Lully produirà tragédies en musique fins a la seva mort el 1687, a raó d'una per any. Després de Cadmus et Hermione, les següents van ser: Alceste ou li Triomphe d'Alcide (1674), Thésée (1675), Atys (1676), Isis (1677), Psyché (1678), Bellérophon (1679), Proserpine (1680), Persée (1682), Phaéton (1683), Amadis (1684), Roland (1685), Armide (1686), Acis et Galatée (1686) i Achille et Polyxène (1687), aquesta última completada per Pascal Collasse. Així constituiria la pedra angular de la tradició operística francesa durant gairebé un segle. Com el seu nom reflecteix, la tragèdia musical estava inspirada en la tragèdia clàssica francesa, definitivament establerta per Corneille i Racine. Lully i Quinault varen reemplaçar les confuses representacions barroques, tan volgudes pels italians, per una estructura en cinc actes clarament establerta en la qual déus i personatges mitològics -Cadme, Isis, Atis, Bel·lerofont, Teseu, Psique -i herois cavallerescos- Rotllà, Amadís de Gaula i Armide- seran els protagonistes. Cada un dels cinc actes, en general, seguia un patró regular: una ària -en la qual un dels protagonistes expressava els seus sentiments interiors- era seguida per un recitatiu que feia progressar l'acció -i en el qual podien incloure's àries curtes-. L'acte final acabava amb un «divertissement», la característica més notable de l'òpera barroca francesa, que permetia al compositor satisfer el gust del públic i del rei per la dansa, els grans cors i els magnífics espectacles visuals. El recitatiu va ser modelat i adaptat als ritmes singulars de la llengua francesa, el que sovint va ser objecte d'especial elogi per la crítica, com en el famós exemple del segon acte d'Armide.
En les òperes principals els cinc actes estaven precedits per un pròleg al·legòric (una característica que Lully va manllevar dels italians), que generalment es feia servir per cantar les lloances de Luis XIV. De fet, tota l'òpera estava sovint tenyida per una lleugera adulació del monarca francès, que era representat per nobles herois extrets dels mites clàssics o dels romanços medievals. La tragédie en musique es va consolidar com una forma en què totes les arts, no solament la música, exercien un paper crucial: els versos de Quinault combinaven amb el disseny de l'escena de Carlo Vigarani o Jean Bérain i les coreografies de Pierre Beauchamp i Olivet, així com amb efectes d'escena elaborats, que serà conegut com a «machinerie» (maquinària). Melchior Grimm, un home de lletres alemany que anys més tard serà un dels grans detractors del gènere, es va veure obligat a admetre que «per jutjar això, no és suficient veure'l en el paper i llegir la partitura; un hauria d'haver vist el gravat de l'escena».

### Els successors de Lully

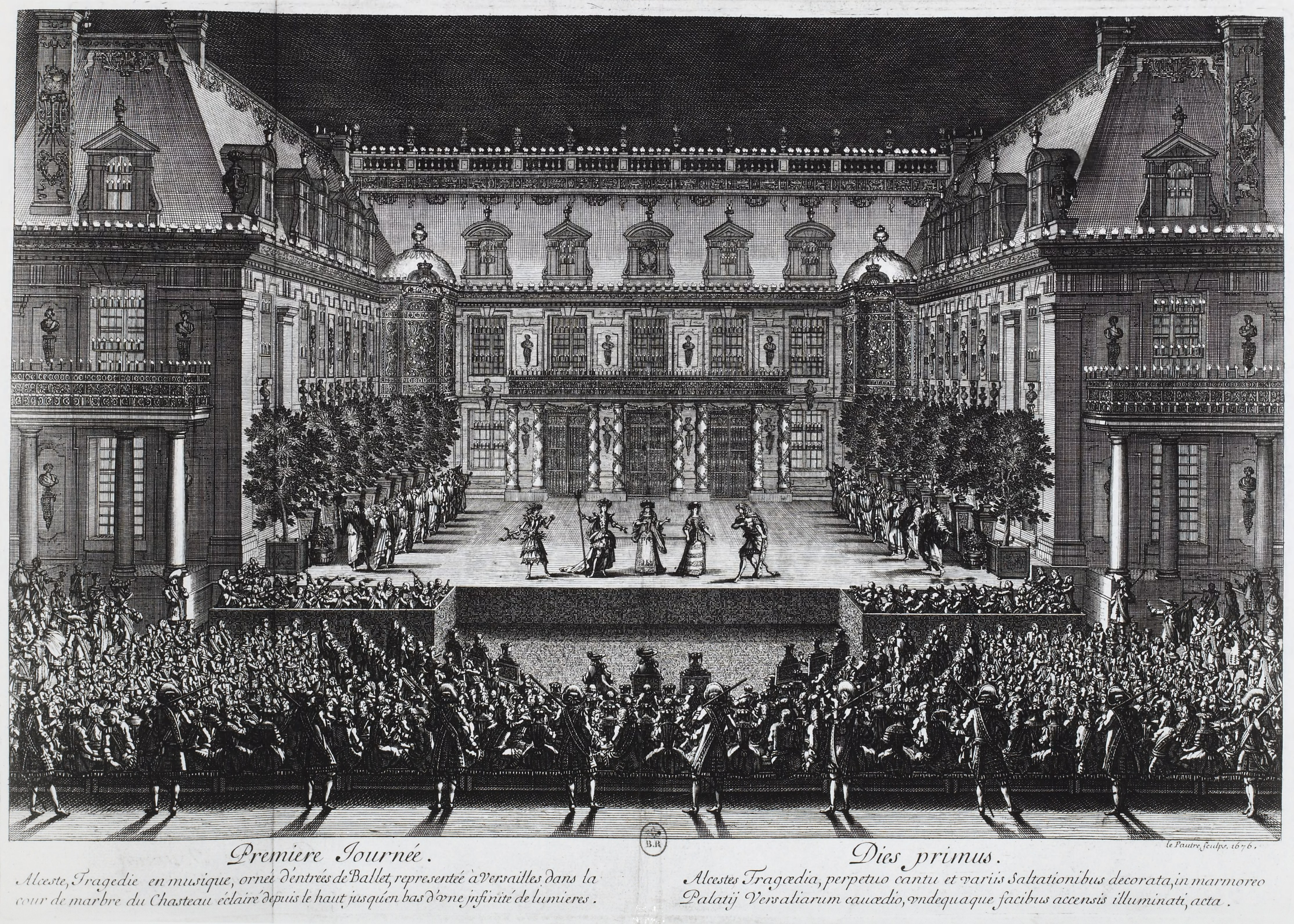
Representació dAlceste (Versalles 4 de juliol de 1674).
Gravat de Jean Lepautre (1676).

L'òpera francesa va quedar establerta en aquell moment com un gènere. Encara que influïdes pels models italians, les tragédies en musique cada vegada es desviaven més de la forma dominant llavors a Itàlia, l'opera seria: al públic francès no li agradaven els castrati, cantants molt populars en la resta d'Europa, i preferien que els herois masculins fossin cantats per l'haute-contre, una particular veu aguda de tenor; el recitatiu dramàtic, que era el centre de l'òpera lullyana, a Itàlia havia reduït el seu paper fins a ser gairebé marginal, en una forma coneguda com a recitativo secco, en què la veu s'acompanyava només pel continu; finalment, els cors i les danses, que eren una de les característiques importants de les obres franceses, no exercien tampoc cap paper en l'òpera seriosa. Arguments sobre els mèrits respectius de la música francesa i italiana dominaran les crítiques de tot el segle següent fins a l'arribada de Gluck a París, en el qual es fondran ambdues tradicions en una nova síntesi.
Respectar les unitats aristotèliques d'acció, temps i lloc (seguint a Nicolás Boileau i altres crítics), preservar la liaisons de scènes (continuïtat de les escenes), el gust per delegar en l'aparició de missatgers els relats sobre esdeveniments tràgics, i el fer ús del cor tant com a comentarista de l'acció principal com a participant i part del decorat, són altres dels trets principals de l'òpera francesa. La versemblança era una altra condició molt estimada de les obres franceses, que s'aconseguia mitjançant la dependència de l'acció del recitatiu, ordinari i breu, i amb l'escriptura d'àries sil·làbiques per als diàlegs, la qual cosa permetia una expressió natural i una bona declamació del text. De vegades es reservaven important àries, amb acompanyament orquestral, per expressar sentiments interiors mitjançant soliloquis. El contrast musical i l'opulència la donaven els moviments instrumentals, els diversos tipus d'escenes convencionals, els ballets i, sens dubte, els divertissements, tot a més potenciat per la reconeguda destresa orquestradora de Lully i les meravelles visuals que proporcionava l'escenògraf Carlo Vigarani.
Una llarga temporada (49 setmanes), freqüents representacions (almenys tres per setmana), constants obres noves i repeticions de les antigues durant un període de més de 15 anys van assegurar la continuïtat de la tragédie in musique molt més enllà de la mort de Lully el 1687. La publicació de les seves obres, a partir de 1679, va establir un repertori nacional i una tradició permanent. Els seus successors -Pascal Collasse, Henry Desmarets, André Campra, André Cardinal Destouches i Marin Marais- propiciaran la consolidació de les seves obres per atreure públic a l'òpera.

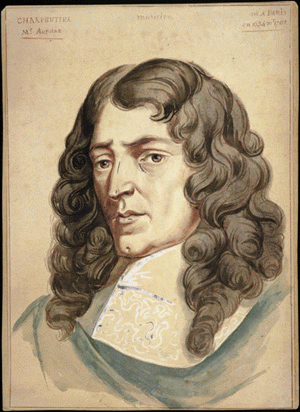
Marc-Antoine Charpentier

Lully no s'havia garantit la supremacia com a principal compositor francès d'òpera només mitjançant el seu talent musical. De fet, va fer ús de la seva amistat amb el rei Lluís XIV per aconseguir un monopoli virtual en les representacions públiques de música escènica, reservant-se per a si les grans òperes, ja que l'autorització de l'Académie impedia de representar obres sense el seu consentiment. Així com la resta de les Académies -Académie française i acadèmies de pintura i arquitectura- van suposar el floriment de centres de debat i creació per a les seves respectives arts, l'Académie Royale de Musique i l'Académie Royale de Danse només van servir per a garantir la representació de les obres escèniques de Lully i només després de la seva mort el 1687 altres compositors d'òpera van poder sortir de la seva ombra. El més notable, probablement, fos Marc-Antoine Charpentier (1643-1704), que curiosament també havia substituït Lully com a col·laborador de Molière després del seu enfrontament. Charpentier havia aconseguit estrenar petites òperes -Les Amours d'Acis et de Galatée (1678), Les Arts florissants (1685), La Descente d'Orphée aux Enfers (1687), David et Jonathas (1688), Le Jugement de Paris (1690) i Philomèle (1694)- abans d'estrenar, el 1693 i a l'Académie Royale de Musique, una verdadera tragédie en musique: Médée. Va comptar com a llibretista amb Thomas Corneille, el germà menor del gran Corneille, i ambdós van donar el millor de si en aquesta obra, considerada la seva obra mestra i que va tenir una acollida molt bona -malgrat ser molt qüestionada pels lullystes, consternats per la inclusió de nou d'elements italians, en particular les harmonies riques i dissonants que el compositor hauria après a Roma del seu mestre Giacomo Carissimi, i que amb el temps ha arribat a ser considerada com «possiblement la millor òpera francesa del segle XVII».
Altres compositors que també van compondre tragédies en musique en els anys que van seguir la mort de Lully, van ser Marin Marais (1656-1728) - Alcide (1693), Ariane et Bacchus (1696), Alcyone (1706) i Sémélé (1709)-, André Cardinal Destouches (1672-1749) - Amadis de Grèce (1699), Omphale (1701), Callirhoé (1712) i Télémaque, 1714- i André Campra - Hésione (1700), Tancrède (1702), Alcine (1705) i Idomenée (1712).

### Campra i laopéra-ballet

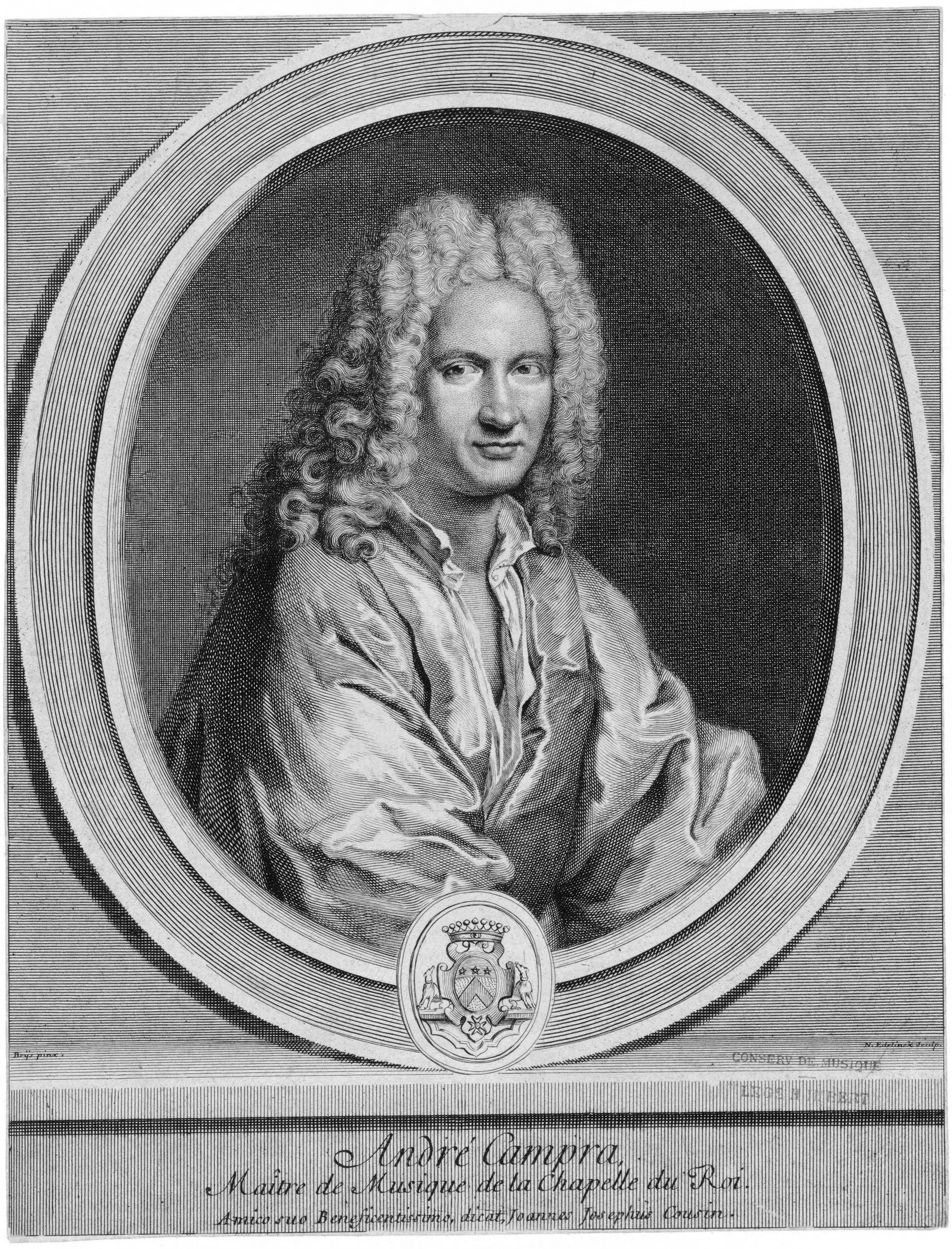
Campra, entre Lully i Rameau, va ser el creador de lopéra-ballet

André Campra també va ser l'inventor d'un nou gènere operístic, de to més lleuger, el de l'opéra-ballet, que com el seu nom ja avança, té més música de dansa que la tragédie en musique. Els arguments, en general, eren molt menys elevats i les trames no derivaven necessàriament de la mitologia clàssica, i fins i tot, es permetien alguns elements còmics, elements que Lully havia exclòs de la tragédie en musique després de Thésée (1675). A més de Campra, alguns seguidors com Jean-Joseph Mouret (1682-1738) i Michel Pignolet de Montéclair (1667-1737) també van practicar aquest nou gènere.
L'opéra-ballet consistia en un pròleg seguit d'una sèrie lliure d'actes -també coneguts com a «entrées» (entrades) - sovint gandulament agrupats al voltant d'un tema únic. Els actes individuals també podien ser representats de forma independent, en aquest cas es coneixien com a acte de ballet. El primer treball de Campra en aquesta nova forma L'Europe galante (1697), va ser un verdader èxit i és un bon exemple del gènere: cada un dels quatre actes s'ambienta en un país europeu diferent (França, Espanya, Itàlia i Turquia) i els papers protagonistes els exerceixen persones de la burgesia. Aquest primerenc èxit li va garantir continuar estrenant noves obres a l'Académie (fins a 17), sent les més destacades Vènus, Feste galante (1698), Le carnaval de Venise (1699), Les muses (1703), Iphigènie en Tauride (1704), Les sauvages (1729) i Achille et Deidamie (1735).
La principal contribució de l'opéra-ballet va ser la introducció en l'escena de personatges de carn i os, amb caràcters recognoscibles de l'època: nobles camperols, alcaldes, elegants senyores i els seus amorosos confidents van substituir les figures mitològiques i al·legòriques dels primers ballets i tragédies en músique. Campra va situar Les fêtes vénitiennes (1710) al Palau Grimani de Venècia i Les âges rivaux, a Hamburg; Mouret va elegir Marsella per a Les fêtes ou Le triomphe de Thalie (1714). Aquesta última obra és a més la primera òpera en la qual les intèrprets femenines són dones habillées a la françoise («vestides a la francesa», com indica el llibret), i amb l'entrée La Provençale, afegida el 1722, Mouret també va presentar vestits locals, instruments musicals locals i melodies populars meridionals cantades en el dialecte provençal.
L'opéra-ballet va continuar sent una forma tremendament popular durant la resta del període Barroc. Un altre gènere popular en aquella època va ser la pastorale héroïque, el primer exemple de la qual va ser l'última òpera acabada de Lully Acis et Galatée (1686). La pastorale héroïque, en general, es basava en temes clàssics associats amb la poesia pastoral i es representava en tres actes, en comptes dels cinc de la tragédie en musique. A més en aquella època altres compositors experimentaven noves formes i van escriure les primeres opéras-comiques franceses, sent un bon exemple una altra obra de Mouret Les amours de Ragonde (1714), que amb els seus personatges populars Colin i Colette i els seus diàlegs, era una paròdia de les grans obres de Lully. 9

### La renovació del gènere: Rameau

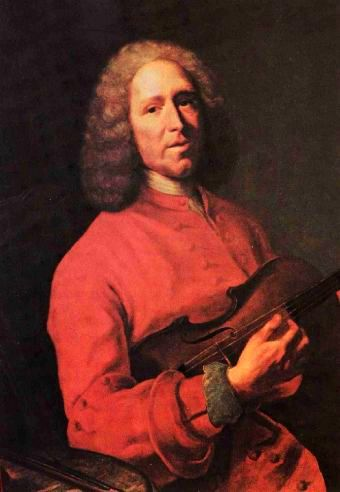
Jean-Philippe Rameau, el gran protagonista de l'òpera francesa del segle XVIII

Jean-Philippe Rameau (1683-1764) és el més important compositor d'òpera aparegut a França després de Lully. Va ser també una figura molt controvertida i les seves òperes van ser objecte d'atacs tant dels defensors de la tradició lullysta francesa com dels partidaris de la música italiana. Rameau tenia gairebé cinquanta anys quan va compondre la seva primera òpera, Hippolyte et Aricie (1733). Fins a aquell moment, la seva reputació havia descansat principalment a les seves obres sobre la teoria de la música. Hippolyte va provocar un immediat enrenou. Alguns assistents a l'estrena, com el mateix Campra, es van mostrar «sacsejats per la seva increïble riquesa inventiva». D'altres, dirigits pels partidaris de Lully, van trobar desconcertant la feina d'harmonies inusuals i dissonàncies i van reaccionar amb horror. Aquesta disputa, que va donar lloc al que es coneix com a Querella de llullystes i ramistes va continuar causant estralls la resta de la dècada. Rameau va fer poc per crear nous gèneres, encara que, en comptes d'això, va acceptar les formes existents renovant-les amb l'ús d'un llenguatge musical de gran originalitat. Va ser un prolífic compositor, escrivint cinc tragédies en musique, sis opéras-ballet, nombroses pastorales héroiques i actes de ballet, així com dos opéras-comiques, i, sovint, la revisió de les seves pròpies obres diverses vegades va fer que s'assemblessin poc amb les versions originals.
El 1745, Rameau havia guanyat acceptació com a compositor oficial de la cort, però una nova controvèrsia va esclatar a la dècada de 1750. Aquesta va ser l'anomenada Querelle des Bouffons, en la qual els partidaris de l'òpera italiana, com el filòsof i músic Jean-Jacques Rousseau, van acusar Rameau d'estar passat de moda, de ser una figura establerta. Els «antinacionalistes» (com se'ls coneixia de vegades) van rebutjar l'estil de Rameau, que, segons el seu parer era massa preciós i massa distanciat de l'expressió emocional, en favor del que van veure com la simplicitat i la "naturalitat" de l'opera buffa italiana, de la qual la millor expressió era l'òpera de Pergolesi, La serva padrona (1733). Els seus arguments exerciran una gran influència sobre l'òpera francesa la segona meitat del segle xviii, especialment en el gènere emergent conegut com a opéra-comique.

## L'època classicista

### El desenvolupament de l'opéra-comique

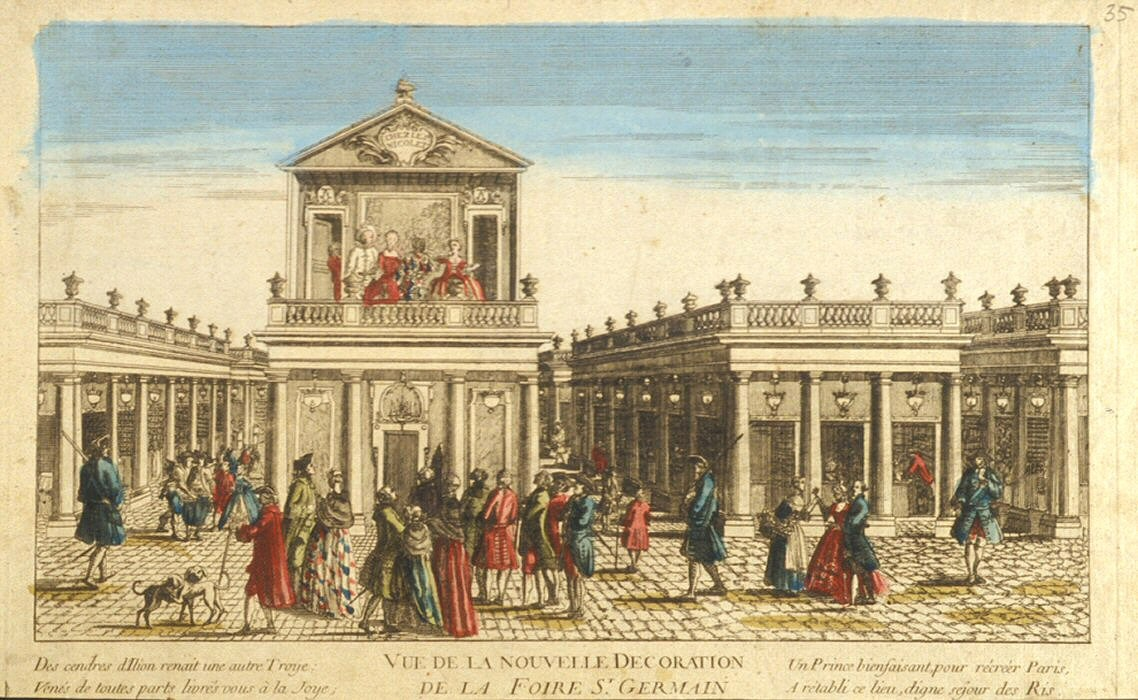
Fira de Saint-Germain

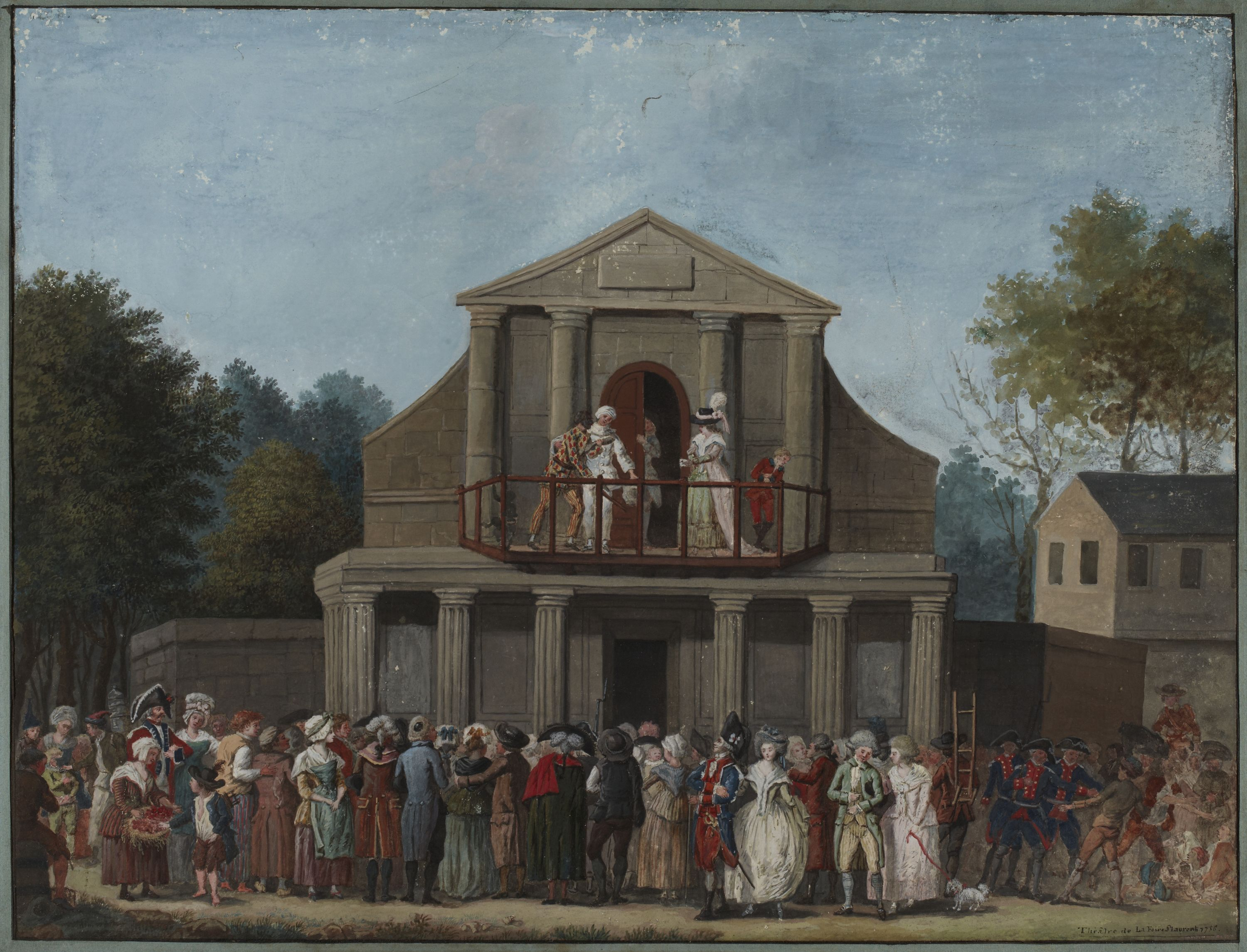
Fira de Saint-Laurent

El gènere de l'opéra-comique va néixer a començaments del segle xviii, però no va ser als prestigiosos teatres d'òpera o als salons aristocràtics, sinó als petits teatres a l'aire lliure que es muntaven en ocasió de les fires anuals que se celebraven als afores de París (Foire de Saint-Germain i Foire de Saint-Laurent). En ells van començar a interpretar-se uns números musicals, anomenats vodevils, que bàsicament eren cançons populars a les quals se'ls modificava la lletra amb intenció festiva. Per obviar el permís de cantar en escena, sovint recorrien al subterfugi d'incloure els cantants entre el públic, interrompent els actors -que sobre l'escena es limitaven a actuar- quan l'obra ho requeria.
El 26 de desembre de 1714 ambdós teatres de fires van veure el naixement d'un nou teatre, el Teatre Nacional de l'Opéra-Comique, que intentava competir amb els altres programant pantomimes i paròdies d'òperes, atraient les companyies foraines (de les fires). Malgrat la ferotge oposició dels teatres rivals i d'uns inicis molt durs -les temporades 1719-20 i 1722-23 no va poder obrir i des de 1745 a 1751 va ser tancat per les autoritats per les pressions dels teatres rivals- l'empresa va florir. Compositors gradualment importants van ser persuadits per escriure música original per a les noves obres que volia presentar aquest teatre, en un estil que va esdevenir l'equivalent francès de l'alemany singspiel, a causa que contenia una barreja d'àries i diàleg parlat. El 1762, el Théâtre de l'Opéra-Comique, es va fusionar amb la Comédie-Italienne, sota el nom de Comédie-Italienne o Théâtre-Italien, però el 1780 va recobrar oficialment el nom de Théâtre de l'Opéra-Comique.

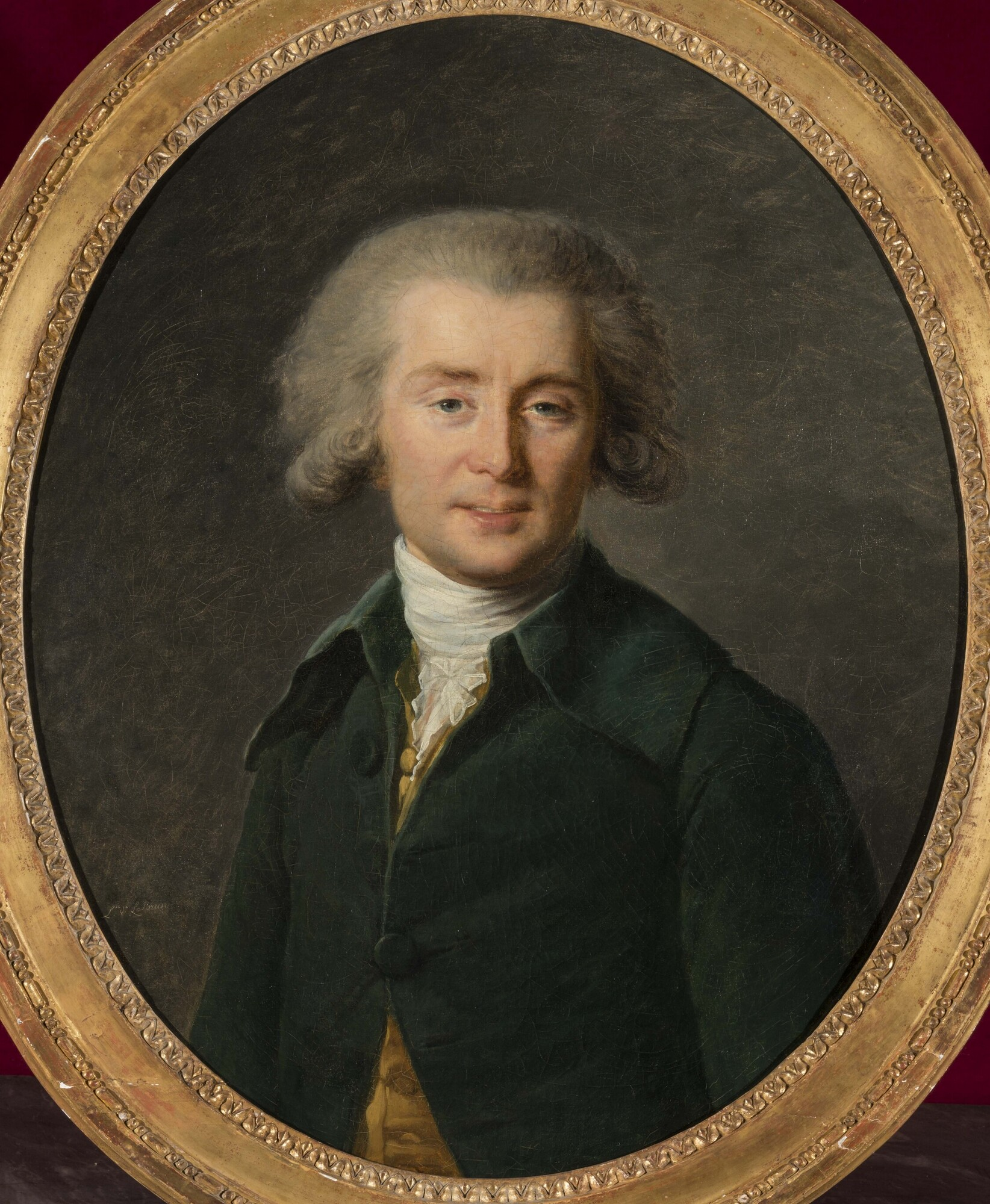
Grétry, protagonista de l'escena parísina a finals del

La Querelle des Bouffons (1752-54), ja esmentada anteriorment, va ser un important punt d'inflexió per a l'opéra-comique. El 1752, el principal defensor de la música italiana, Jean Jacques Rousseau, va produir una breu òpera, Le Devin du village -la primera obra en la qual l'autor del llibret i el compositor de la música eren la mateixa persona- en un intent d'introduir els seus ideals musicals de simplicitat i naturalitat. Encara que la peça de Rousseau no tenia diàleg parlat, va proporcionar un model ideal, un terme mitjà entre la música italiana i la música francesa. La melodia era simple, natural i fàcil, i l'harmonia hi casava perfectament: l'acord era perfecte entre paraules i música. L'obra va tenir un èxit prodigiós i va ser un exemple a seguir per a alguns compositors d'opéra-comique, com l'italià Egidio Duni (1709-75) -Le Peintre amoureux de són modèle del qual va aparèixer en 1757- o els francesos François-André Danican Philidor (1726-96) -amb Tom Jones (1765)- i Pierre-Alexandre Monsigny (1729-1817) -amb Le déserteur (1769). Totes aquestes obres aposten ja decididament personatges burgesos en lloc d'herois clàssics.
Però el més important i popular compositor d'opéra-comique de finals del segle xviii va ser André Grétry (1741-1813). Grétry, nascut a Lieja, es va formar musicalment a Roma, on va romandre set anys, i va arribar a París el 1767. A l'any següent va obtenir el primer de molts èxits amb l'òpera Le Huron. Grétry va saber barrejar reeixidament la melodia italiana amb un acurat ajust a la llengua francesa. Va ser un compositor versàtil, que va compondre més de cinquanta òperes (gairebé totes estrenades) i va ampliar els temes habituals de la «opéra-comique», per cobrir una àmplia varietat com el conte de fades oriental Zémire i Astor (1772), la música satírica de Le jugement de Midas (1778) o la farsa domèstica de L'amant jaloux (1778). El seu treball més famós va ser l'«òpera de rescat» històrica Richard Coeur-de-lion (1784), que va assolir gran popularitat internacional, arribant a Londres el 1786 -traduïda i produïda per John Burgoyne- i el 1797 també a Boston.
L'obra Richard Coeur-de-lion està relacionada, de manera indirecta, amb un gran fet històric. La celebrada romança de l'òpera O Richard, O mon Roi, l'univers t'abandonne, es va cantar en el banquet donat per la guàrdia als oficials de la guarnició de Versalles el 3 d'octubre de 1789. La Marseillaise es va convertir, no molt de temps després, en la resposta popular a aquesta expressió de lleialtat presa de l'òpera de Grétry.

### Gluck a París

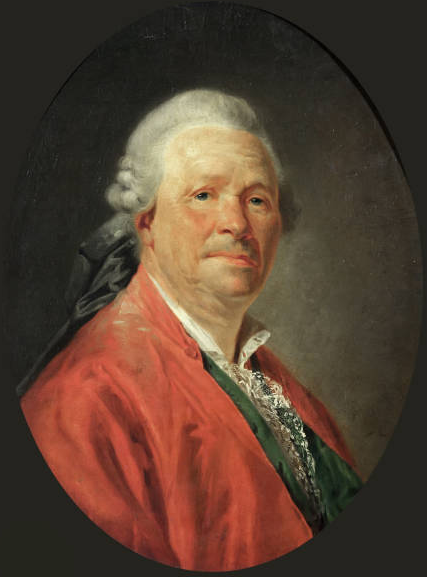
Gluck, detall d'un retrat de Étienne Aubry (1777) (Museu del Louvre)

Si bé l'opéra-comique va florir a partir de la dècada de 1760, l'opera seria francesa va caure en un estat d'abatiment. Rameau va morir el 1764 -deixant la seva última gran tragédie en musique, Les Boréades sense representar per causes incertes- i cap compositor francès no semblava capaç d'assumir el seu llegat. La resposta va venir d'una de les figures més destacades de l'estranger. Christoph Willibald Gluck (1714-87) era un compositor alemany que després d'una reeixida carrera d'estrenes -Milà, Venècia, Torí, Londres o Praga- s'havia establert el 1754 a Viena. Després d'estrenar-hi més de deu noves obres, a partir d'Orfeu i Eurídice (1762) -i després en Alceste (1767) i Paride ed Elena (1770), les tres amb llibret en italià- va abandonar el format de l'antiga òpera seriosa per una nova forma molt més directa i dramàtica, cosa que va suposar una verdadera reforma de l'òpera italiana.
La reforma de Gluck va consistir a donar més importància a l'acció dramàtica que al cant, subordinant la música a la poesia a fi de reforçar l'expressió dels sentiments i desposseir-la d'ornaments superflus. La paraula ha de ser realçada pel cant i no una simple excusa per cantar, com sovint succeïa en l'època barroca, en especial a Itàlia on tot se supeditava al lluïment de les veus. Desapareixen les àries da capo, els ritornellos i els ornaments i lluïments vocals: no més refilets, cadències o coloratures. Tot això condueix a una nova estructura operística en la qual el més important és suprimir la diferència entre recitatiu i ària: desapareixen el cant recitatiu sec i les veus estan sempre acompanyades per l'orquestra. Tot el discurs gluckià és un gran recitatiu en el qual la melodia només fa la seva aparició en els moments imprescindibles. El cor recupera el seu paper de personatge principal, un més, paper que ja tenia en les tragèdies gregues.
La nova importància del drama va fer que tot se supedités a ell: els decorats i el vestuari es tornen més austers i senzills, i el luxe només apareixia si el requeria l'acció dramàtica; les obertures, ja no seran peces simfòniques que podien acompanyar una o una altra òpera; i els nombres de ballets tan estimats dels francesos, havien de tenir també un paper dramàtic i no ser simples divertiments afegits. Gluck seguia així els nous aires introduïts pel seu nou col·laborador, el coreògraf i ballarí francès Jean-Georges Noverre (1727-1810), que en seu Lettres sur la danse et les ballets (1761) ja advocava per una dansa natural i expressiva, més que tècnica i virtuosa.

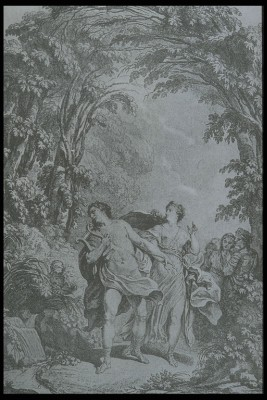
Orfeo i Eurídice
Il·lustració de la primera edició de la partitura original de Viena (publicada a París, 1764)

Gluck havia estat professor de clavicèmbal i cant a Viena de Maria Antonieta, casada el 1770 amb el futur rei francès Lluís XVI (que va iniciar el seu regnat el 1774). Sota el patrocini de la seva antiga alumna de música, i en aquell moment ja reina, va firmar un contracte per presentar sis obres a París, amb la gestió del teatre de l'Opéra. Gluck admirava l'òpera francesa i va aconseguir assimilar tant els ensenyaments de Rameau com de Jean-Jacques Rousseau. Va començar amb Iphigénie en Aulide i la seva estrena, el 19 d'abril de 1774, va provocar una enorme controvèrsia, gairebé una guerra, com no s'havia vist a la ciutat des de la Querelle des Bouffons. Els oponents de Gluck van portar París al principal compositor italià, Niccolò Piccinni, per demostrar la superioritat de l'òpera italiana i «tota la ciutat» es va veure involucrada en la disputa entre «gluckistes» i «piccinnistes».
La versió francesa d'Orfeo Ed Euridice -demostrant en contra dels seus principis, que la música pot servir a diferents paraules- va ser estrenada el 2 d'agost de 1774, amb el paper titular traslladat per a contralt (castrato en la versió original), d'acord amb la preferència dels francesos per les veus agudes que havia dominat des dels dies de Lully. Aquesta vegada el treball va ser millor rebut pel públic parisenc i Gluck va passar a continuació a escriure una versió revisada en francès d'Alceste, obra que va ser estrenada el 23 d'abril de 1776, de nou amb un important èxit.
Gluck i Piccinni es van mantenir al marge de la polèmica que tant excitava els seus seguidors, i només hi va haver alguna topada quan ambdós van elegir un mateix llibret de Quinault, Roland, per a la seva següent obra. Gluck va abandonar la tasca i va reprendre llavors un altre llibret de Quinault, Armide, sobre el qual va compondre una superba partitura. La primera de les tres obres escrites en francès i de forma exclusiva per a París va ser, malgrat alguns dubtes inicials del públic, finalment un gran triomf (1777). El Roland de Piccinni, estrenat el 27 de gener de 1778, va tenir també un gran èxit. Finalment, ambdós compositors es van enfrontar al mateix terreny: van compondre cada un una partitura sobre el tema de Iphigénie en Tauride, aquesta vegada amb llibrets diferents. L'obra de Gluck es va estrenar primer, el 18 de maig de 1779 i li va reportar un enorme èxit, el major de tota la carrera del compositor i els gluckistes van veure en ella la victòria decisiva en la disputa.
L'última de les seves obres parisenques Echo et Narcisse, va ser estrenada el 24 de setembre de 1779 i va ser un sonor fracàs. Gluck amb 65 anys complerts va sofrir un dur revés, va deixar París i pràcticament va abandonar la composició, escrivint només petites peces durant els nou anys que encara va viure. La Iphigénie en Tauride de Piccinni va ser estrenada el 23 de gener de 1781, dos anys després de la seva composició, i no va tenir èxit. La querella, que va semblar sempre haver tingut avantatge per a Gluck, es va extingir finalment sense un verdader vencedor.
Però Gluck va deixar darrere de si una immensa influència que es va deixar sentir durant gairebé quaranta anys en l'òpera francesa i també a les obres d'alguns compositors estrangers, com ara Antonio Salieri (Les Danaïdes, 1784), Antonio Sacchini (Oedipe a Colone, 1786) Luigi Cherubini, Étienne Nicolas Méhul i Gaspare Spontini.

## L'època romàntica

### De la Revolució a Rossini
La Revolució Francesa de 1789 marca un abans i després de la vida cultural francesa. Gairebé totes les institucions reials van ser abolides i, per decret de l'Assemblea constituent, el 1791 van desaparèixer els privilegis i exclusives. Es va liberalitzar l'obertura de teatres i van proliferar noves sales on es programava òpera o representacions teatrals que ja incloïen cant, com el Teatre del Vaudeville (que va donar la seva primera funció el 12 de gener de 1792). Però en la dècada de 1790, de nou la regulació administrativa va simplificar la qüestió reduint el nombre de teatres d'òpera a París a tres: el Théâtre de l'opéra, on es programaven òperes serioses amb recitatius sense diàleg; el Teatre Nacional de l'Opéra-Comique, on es representaven obres amb diàleg parlat en francès; i el Théâtre-Italien, que es reservava a la importació d'òperes italianes. Els tres exercirien un paper de lideratge aproximadament durant el mig segle següent. El que quedava de la vella tradició operística de Lully i Rameau va ser finalment escombrat, per ser redescobert el segle xx. En aquell moment va prendre el relleu una nova generació de compositors, encapçalats per Méhul i l'italià Luigi Cherubini, que apliquaren els principis de l'escola gluckiana a la «opéra-comique», donant al gènere una nova serietat dramàtica i una major sofisticació musical. El que li va permetre sobreviure va ser que les obres aviat van començar a reflectir els turbulents esdeveniments polítics del moment. Compositors establerts com Grétry i Nicolas Dalayrac (1753-1809), es van veure obligats a escriure peces de propaganda patriòtica per al nou règim. Un exemple típic d'aquesta actitud és Le triomphe de la République (1793), una obra de François-Joseph Gossec (1734-1829) que celebrava la decisiva victòria francesa a la batalla de Valmy de l'any anterior.

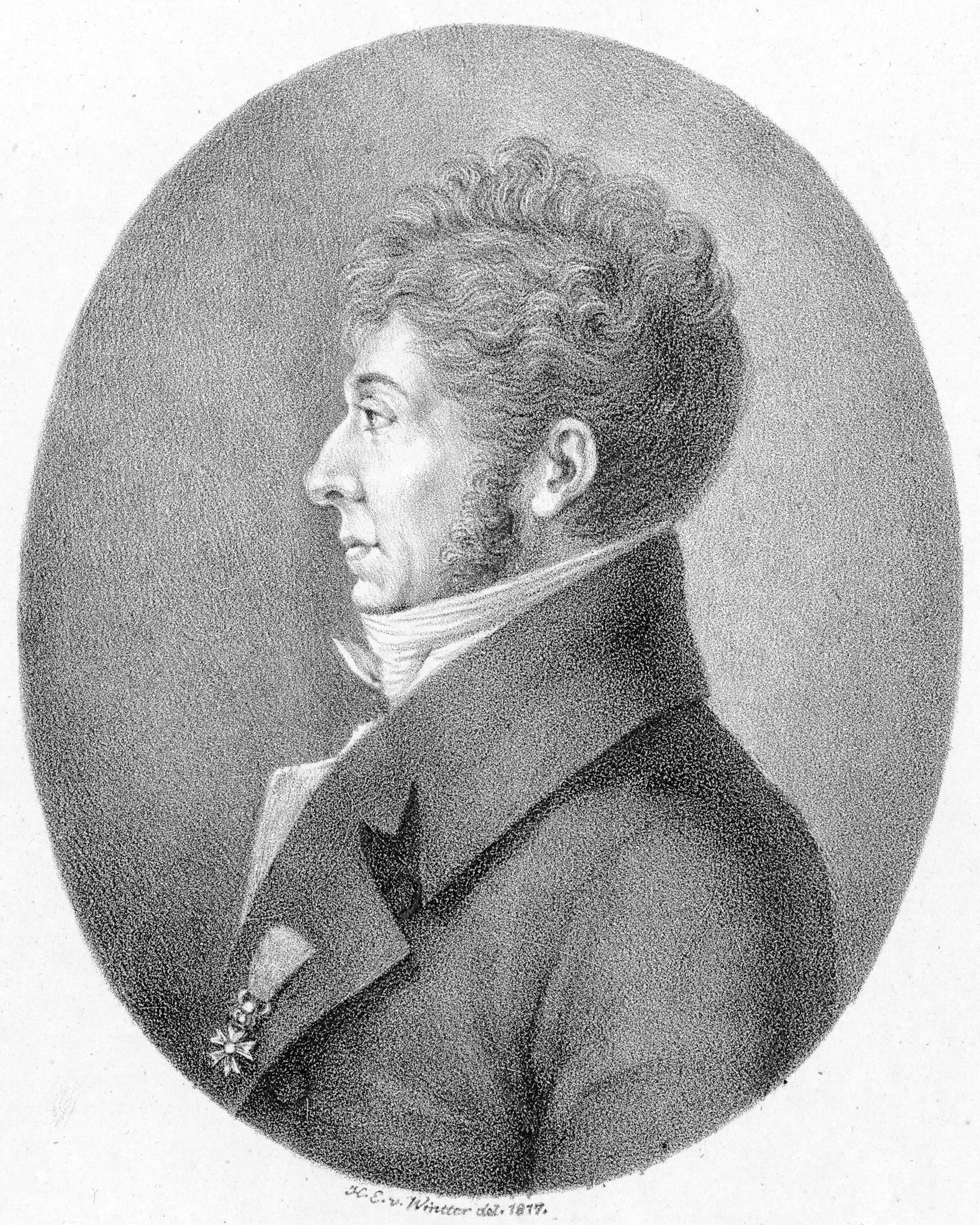
Étienne Méhul
(litografía de H.E. von Wintter).

Étienne Méhul (1763-1817) és considerat com el més important compositor de l'època revolucionària. Méhul va compondre molts cants patriòtics i peces de propaganda, sent la més cèlebre el Chant du départ (segons un poema de Chénier, 1794) que va esdevenir una segona La Marseillaise. El compromís de Méhul va ser recompensat el 1795, primer amb la seva designació com un dels cinc inspectors del Conservatoire de Paris, en el moment de la seva fundació. El Conservatori de Música va ser creat per la Convenció Nacional, mitjançant llei de 3 d'agost de 1795 (16 de termidor de l'any III). La nova estructura estava administrada per un directori compost de Gossec, Méhul i Cherubini, amb Bernard Sarrette en el càrrec de comissari encarregat de l'organització. L'ensenyament es limitava a les disciplines instrumentals, particularment cordes i vents. En 1800 Sarrette es va fer càrrec de la institució, i els ensenyaments del Conservatori es van ampliar a l'art dramàtic i la dansa. i al cap de poc amb el seu nomenament per al recentment creat Institut de França, amb Gossec i Grétry. Méhul tenia bones relacions amb Napoleó i va esdevenir un dels primers francesos a rebre la Légion d'honneur (1804).
La seva primera òpera Euphrosine, ou Le tyran corrigé, estrenada en la salle Favart el 4 de setembre de 1790, va ser un immens èxit que marcà el futur de Méhul i va ser el principi d'una llarga relació amb el Théâtre de la Comédie Italienne (rebatejat «Opéra-Comique» el 1793). Les seves òperes tenien arguments tempestuosos i apassionats, i obres com Stratonice (1790), Mélidore et Phrosine (1792), Le jeune sage et le vieux fou (1793) i Ariodant (1799), li van suposar ser considerat com el primer músic romàntic.
La música mostra un ús creixent de dissonàncies i un interès per sentiments extrems com la còlera, l'enveja i la gelosia, prefigurant altres compositors romàntics com Weber i Berlioz. La forma en la qual Méhul subratllava l'expressivitat dramàtica consistia en una verdadera experimentació amb l'orquestració, com va fer per exemple a Uthal (1806), una òpera ambientada a les terres altes d'Escòcia, en la qual va eliminar els violins i els reemplaçà per violes per subratllar el color local, o en altres obres en les quals va sostenir les veus només amb trompes o arpes. A partir de 1800 les seves obres cada vegada tenen menys èxit -llevat d'una reeixida Joseph (1807), molt apreciada a Alemanya- i el mateix Napoleó, el seu amic, li hauria recomanat compondre obres menys serioses. Va continuar no obstant això estrenant, encara que cada vegada amb menor èxit, fins a la seva mort el 1817 (La Journée aux aventures (1816) i l'obra pòstuma, Valentine de Milan (1822)).

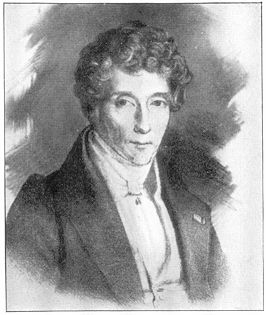
Luigi Cherubini

Les obres de Luigi Cherubini (1760-1842) també són un fidel reflex dels temps. Cherubini havia desenvolupat la seva carrera a Itàlia i més tard a Londres. El 1789 es va establir a París i va aconseguir el seu primer èxit amb Lodoïska, estrenada en el Théâtre Feydeau, una òpera de rescat ambientada a Polònia, en la qual l'heroïna empresonada és alliberada i el seu opressor enderrocat, sent una de les primeres obres a incloure un personatge poderós i malvat. Li van seguir al mateix teatre Eliza (1794) i la seva obra mestra, Médée (1797), que reflecteix el vessament de sang de la Revolució només des d'un punt de vista feliç, i per això sempre va ser més popular a l'estranger que a la mateixa França. Obres més lluminoses, com L'Hôtellerie portugaise (1798), La Punition (1799), Emma ou la prisonnière (1799) i Les Deux Journées (1800), reflectien ja el nou sentiment de reconciliació al país. Cherubini va continuar estrenant a París més obres, com Anacréon (1803), Pimmalione (1809), Le Crescendo (1810), Les abencérages ou l'Étendard de Grenade (1813) i la tardana Ali-Baba ou li Quarante Voleurs (1833).

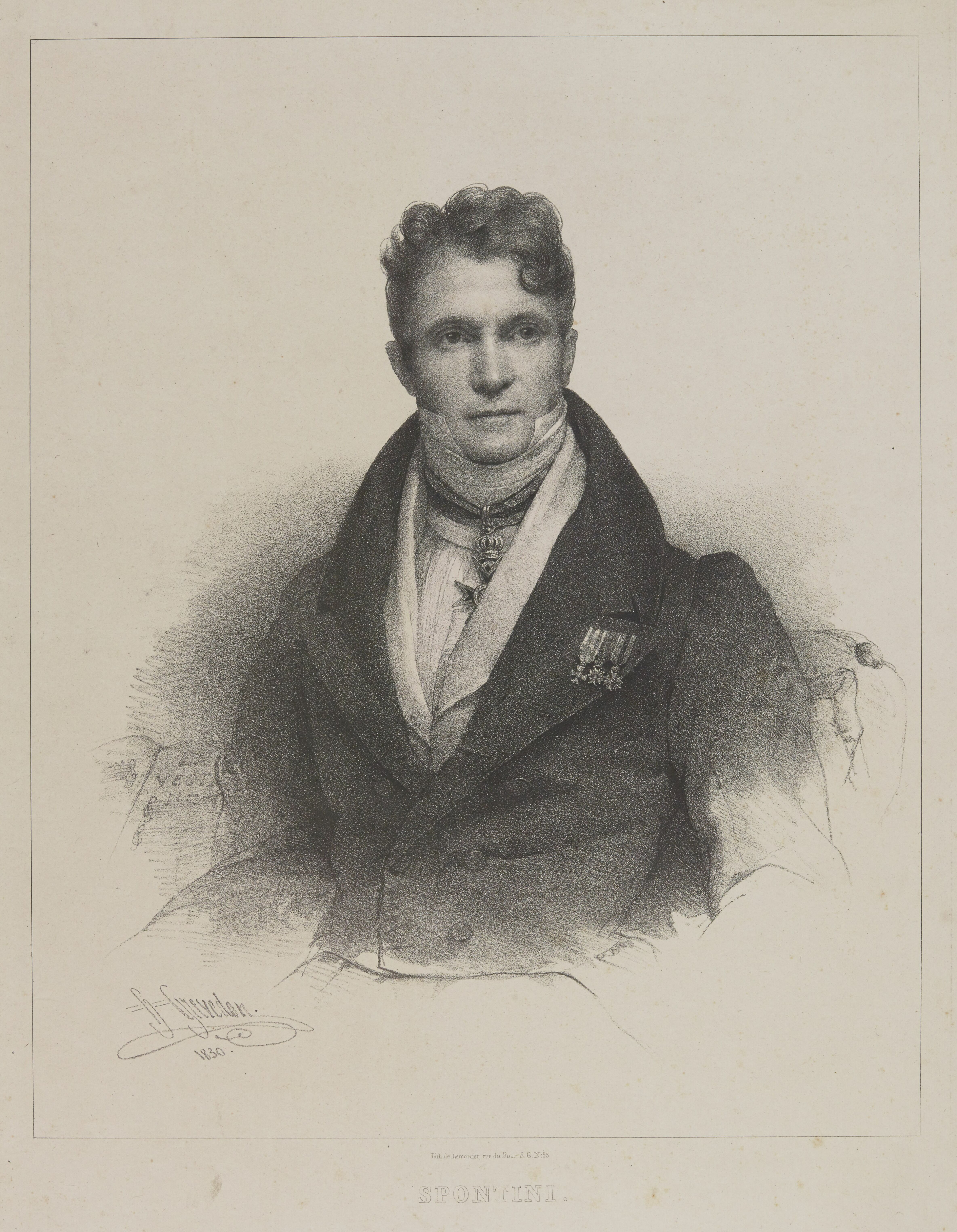
Gaspare Spontini

Un altre italià, Gaspare Spontini (1774-1851), també va tenir molt èxit a París en aquella època. Spontini va decidir instal·lar-se a París el 1803, i després d'alguns intents per reestrenar les seves obres al teatre italià, va compondre tres noves opéras-comiques per al Théâtre Feydeau: La Petite maison (1804), Milton (1804) i Julie ou le Pot de fleurs (1805). Spontini va assimilar ràpidament l'estil francès i va intentar sintonitzar amb el nou gust que volia Napoleó, unir l'estètica revolucionaria i la republicana. Aviat gaudirà de gran protecció a la cort i arribarà a ser compositor de cambra de la mateixa emperadriu Josefina (1805). La seva següent obra La vestale (1807) va ser ja estrenada en el Théâtre de l'Opéra i el va confirmar com a continuador de la tradició seriosa gluckiana. L'Institut de France va declarar l'obra com la millor obra lírica de la dècada, i encara avui segueix en el repertori, malgrat les grans exigències vocals de la protagonista, i pot considerar-se com un dels millors exponents de l'òpera napoleònica, amb el seu recitatiu gluckià de caràcter solemne, el seu melodisme noble i eloqüent i el ric tractament orquestral. Van seguir més obres per a l'Opéra, Fernand Cortez (1809), Pélage ou li Roi de la Paix (1814), Les Deux rivaux (1816) i Olympia (1820). Decebut per l'acollida de l'última obra, que ell considerava un dels seus millors treballs, va abandonar París i va acceptar el lloc de kapellmeister a Berlín. Malgrat això, Spontini va ser un dels principals protagonistes de l'escena parisenca fins a 1820.

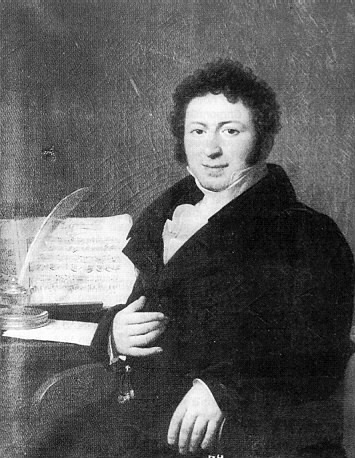
François-Adrien Boïeldieu, protagonista del primer quart del XIX

Uns altres dos noms també van protagonitzar en aquells anys l'escena parisenca, en aquest cas el de la opéra-comique: Isouard i sobretot, Boïeldieu. Nicolas Isouard (1773-1818), nascut a Malta, es va instal·lar a París el 1799 i després de compondre algunes òperes al gust italià, aviat va esdevenir un dels proveïdors habituals del Théâtre de l'Opéra-Comique, per al qual va compondre una trentena d'obres, sent les més destacades Les Rendez-vous bourgeois (1807), Cendrillon (segons Charles Perrault, 1810), Joconde (1814) i Aladin ou La lampe merveilleuse (obra pòstuma estrenada el 1822).
François Adrien Boieldieu (1775-1834) es va instal·lar a París durant la Revolució, prudentment com a afinador de pianos. Aviat va aconseguir estrenar als dos feus de l'opéra-comique: primer al Théâtre Feydeau La Famille suisse (1797) i L'Heureuse Nouvelle (1797) i després va passar al Théâtre Favart, Zoraime et Zulmare (1798), les tres amb cert èxit. El 1800, va repetir estrena amb Le Calife de Bagdad i aquella vegada va ser un autèntic triomf. El 1804, es va traslladar a Sant Petersburg per ocupar el lloc de compositor de la cort del tsar, un lloc en el qual va romandre fins a 1810. En aquesta estada va compondre nou òperes, entre elles Aline, reine de Golconde (1804) i Les voitures versées (1808). De tornada a França, va reconquerir el públic parisenc amb La jeune femme en colère (1811), Jean de Paris (1812), Le Nouveau Seigneur du village (1813) i una desena més d'obres.
El 1825 va estrenar la seva obra mestra, La Dame blanche, una obra sobre el tema del nen perdut i feliçment retrobat in extremis, amb un llibret d'Eugène Scribe basat en algunes i recents novel·les de Walter Scott, en especial en The Monastery (1820) i Guy Mannering (1815). Malgrat ser poc habitual, una obra de Scott ja havia estat adaptada a l'òpera, ja que Rossini va escriure La donna del lago (1819) sobre la novel·la homónina de 1810, The Lady of the Lake. La següent òpera de Boïeldieu Les Deux Nuits (1829) va ser admirada pel mateixíssim Richard Wagner que va manllevar «la vivacitat i la gràcia natural de l'esperit francès» i es va inspirar en un dels seus cors per a la marxa dels promesos de Lohengrin (1850). Hereu espiritual de Grétry, Boïeldieu donava molta importància a la melodia, component diàlegs molt espirituals, sense ornaments superflus, realçats amb una instrumentació lleugera però molt cuidada. Hector Berlioz va atribuir a la seva música una «elegància parisenca de bon gust que agrada» i sol considerar-se com el principal compositor francès del primer quart del segle xix. Alguns l'han considerat, junt amb Auber, «el monarca sense corona de l'opéra-comique.

### Rossini a París: òpera històrica

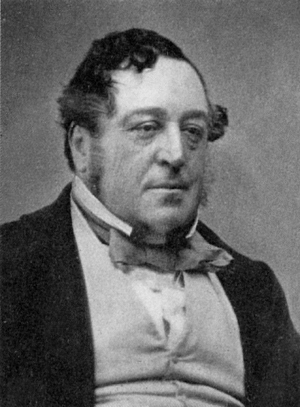
Retrat de Rossini, que serà la gran estrella de París entre 1825-30

El públic francès també acudia al Théâtre Italien per a veure les tradicionals operas buffas i noves obres en l'estil llavors de moda, el belcanto, en especial les òperes de Gioacchino Rossini (1792-1868) -la fama del qual, que va començar després de l'estrena de Il barbiere di Siviglia (1816), arrasava ja a tot Europa- i més tard dels també italians Vincenzo Bellini (1801-1835) i Gaetano Donizetti (1797-1848). La influència de Rossini va començar a envair l'opéra-comique francesa. La seva presència se sent en l'èxit més important de Boiëldieu, La Dame blanche (1825), així com més tard a les obres de Daniel Auber (1782-1871) (Fra Diavolo, 1830; Le Domino noir, 1837), Ferdinand Hérold (Zampa, 1831) i Adolphe Adam Le Postillon de Lonjumeau, 1836).
El 1824, el Théâtre Italien es va marcar un gran encert quan va persuadir a Rossini, que amb 32 anys estava en el més alt de la seva carrera, per viatjar a París i desempenyorar el lloc de gerent de l'òpera. La benvinguda de Rossini va ser digna de la que els mitjans de comunicació moderns donen a una celebritat. No solament va reactivar la decaiguda fortuna del Théâtre Italien, sinó que va tornar l'atenció al Théâtre de l'Opéra, que va programar versions en francès de les seves òperes italianes. Rossini va acceptar, a canvi d'una pensió vitalícia que li va concedir el govern de França, compondre una nova òpera per a París, escrita en francès. Va elegir com temi l'heroi suís, Guillem Tell, i va encarregar el llibret a Victor-Joseph Étienne de Jouy i a Hippolyte Louis Florent Bis, que es van basar en l'obra teatral homónina de Friedrich von Schiller i a la petita novel·la històrica Guillaume Tell o la llibertat de Suïssa, de Jean-Pierre Claris de Florian. Guillaume Tell, de més de quatre hores, va ser estrenada el 3 d'agost de 1829 i va sorprendre el públic per la seva serietat i extensió, molt diferent a la resta de les obres rossinianas, a més per les desacostumades, a Rossini, proclames polítiques i patriòtiques, amb un poble lluitant per les seves llibertats democràtiques. Va ser l'última composició de Rossini per a l'escena. A causa de l'excessiu volum de treball de portar un teatre i desil·lusionat pel fracàs de Guillaume Tell, Rossini es va retirar com a compositor d'òpera.

### L'època daurada de laGrand opéra(1830-50)

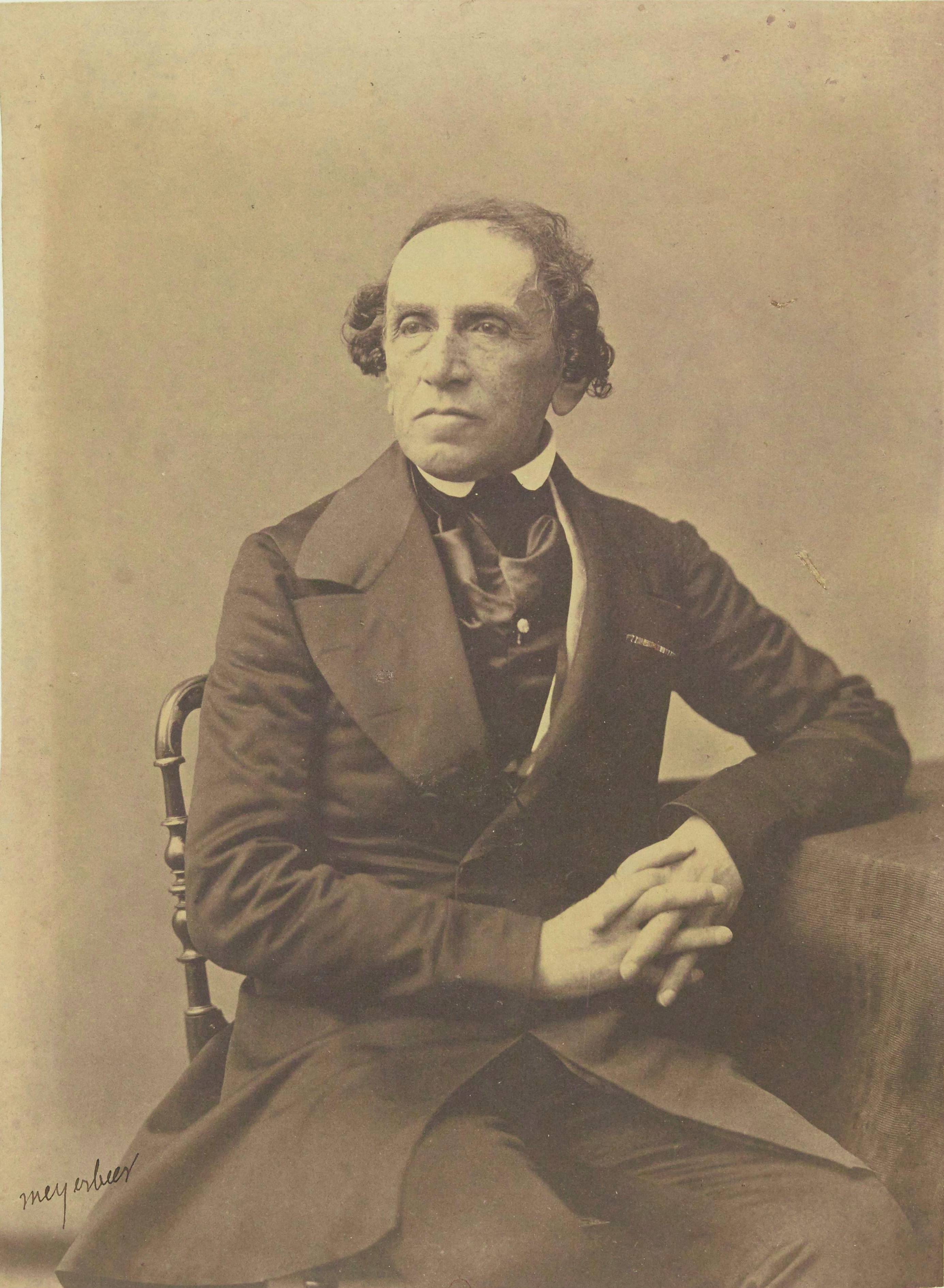
Giacomo Meyerbeer

Guillaume Tell seria inicialment un fracàs, però junt amb un treball de l'any anterior, La Muette de Portici d'Auber, va marcar el començament d'un nou gènere que dominarà l'escena francesa la resta del segle: la grand opéra, un estil caracteritzat per la seva escala grandiosa, sobre herois i temes històrics, amb grans repartiments i enormes orquestres, sobre escenaris ricament decorats, amb sumptuosos vestits i espectaculars efectes escènics i -sent a França- una gran quantitat de música per a ballet. La grand opéra ja havia estat prefigurada en obres com La Vestale de Spontini i Les abencérages (1813) de Cherubini, però el compositor que la història ha arribat a associar amb el gènere és, sobretot, Giacomo Meyerbeer (1791-1864).

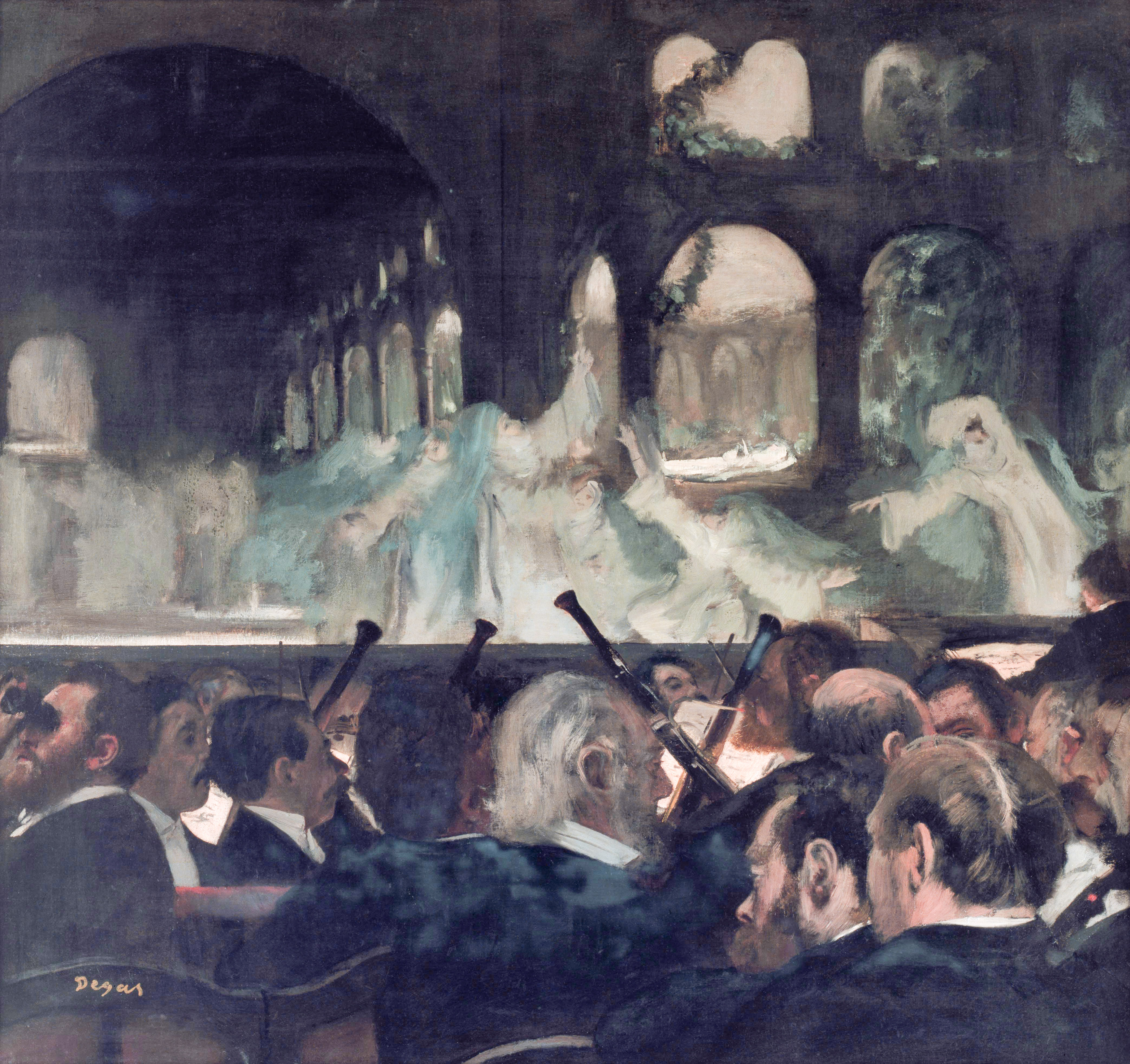
El ballet de les monges, de Robert le diable, de Meyerbeer. Quadre d'Edgar Degas (1876)

Com Gluck, Meyerbeer era un compositor alemany que, abans de la seva arribada a París, havia après el seu ofici escrivint òperes italianes seguint el model rossinià. Establert a París, sota la protecció de Rossini i Cherubini, el seu primer treball per al Théâtre de l'Opéra, Robert le diable (1831), va ser una autèntica sensació, amb el públic particularment encantat amb l'escena de ballet de l'Acte II en la qual els fantasmes de les monges corruptes surten de les seves tombes i ballen. Robert le diable va fixar les bases del que d'ara endavant serà la grand opéra, el nou gènere en el qual tots els compositors se sentien obligats a deixar el seu segell personal.
Amb sis obres més escrites per a la capital francesa - Les Huguenots (1836); Le Prophète (1849), una obra escrita expressament per a la ja famosa soprano Pauline Viardot; L'étoile du nord (1854); Le Pardon de Ploërmel (1859); i L'Africaine (estrenada pòstumament el 1865)- Meyerbeer va fixar de fet per a molt temps els cànons de la grand opéra i es va assegurar al llarg de la seva carrera la preeminència en el gènere: el jove Wagner el va imitar servilment abans d'alliberar-se i trobar la seva pròpia veu; El mateix Verdi va haver de sotmetre's a les regles dramàtiques que ell va fixar quan va escriure per a París. La carrera francesa del compositor, amb prou feines interrompuda per una curta tornada a Berlín (1842-48), de fet poc afortunada, va donar mostres d'una destacable longevitat.
Encara que cèlebre a tot Europa des dels anys 1830, la seva fama després de la seva mort va ser molt ràpidament eclipsada pel nou geni de l'òpera europea, Richard Wagner. Tanmateix, quatre de les seves obres -Robert, Les Huguenots, Le Prophète i L'Africaine - van seguir en el repertori de la majoria dels teatres europeus durant la resta del segle xix, encara que a poc a poc van anar desapareixent i discutint-se molts dels seus mèrits musicals. De fet, l'exemple més famós de la grand opéra francesa que com a tal es programa avui als teatres d'òpera és el Don Carlo de Giuseppe Verdi, una obra escrita per a l'Opéra de París com a part dels actes que van acompanyar l'Exposició Universal de París (1867) i que estrenada l'11 de març de 1867, en la seva versió original en francès en cinc actes.
Un altre gran compositor molt actiu en aquells anys va ser Jacques Fromental Halévy (1799-1862), que va estrenar gairebé quaranta obres i que va obtenir un clamorós èxit a meitat de la seva carrera, el 1835, amb La Juive (L'hebrea), èxit que va repetir aquell mateix any amb L'éclair, però que no va tornar a assolir amb les seves següents obres, més de vint obres, estrenades amb desigual acollida, entre les quals destaquen La Reine de Chypre (1841) (elogiada per Wagner) i Le Val d'Andorre (1848). Les seves obres s'inscriuen en la mateixa vena dels melodrames històric-romàntics de Meyerbeer i La juive va esdevenir una de les grans obres prototípiques del gènere, que encara avui és al repertori.

### Hector Berlioz

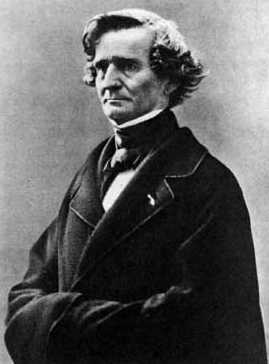
Hector Berlioz

Mentre la popularitat de Meyerbeer s'esvaïa, la fortuna d'un altre compositor francès de l'època s'incrementava considerablement durant els últims decennis. I això malgrat que les òperes d'Hector Berlioz (1803-69) van ser fracassos en el seu dia. Berlioz era una barreja única d'un innovador modernista i un conservador del passat. El seu gust en l'òpera s'havia format en la dècada de 1820, quan les obres de Gluck i els seus seguidors estaven sent abandonades en favor del belcanto rossinià. Encara que de mala gana Berlioz va mostrar la seva admiració per alguna de les obres de Rossini, però menyspreava el que ell considerava com efectes vistosos de l'estil italià i anhelava un retorn a l'òpera de la veritat dramàtica de Gluck, no acceptant les convencions del gènere, la tirania dels cantants i les harmonies musicals. Berlioz va ser també un verdader romàntic, un compositor desitjós de trobar noves formes d'expressió musical i va triar els seus temes com a personatges que representaven l'ideal que havia de guiar la vida del compositor: artistes -Cellini- o herois -Eneas-, amb un clar objectiu a la vida, que ni la felicitat ni el benestar dels altres no aconseguiran apartar.
El seu primer i únic treball per a l'Òpera de París, Benvenuto Cellini (1838), va ser un notori fracàs. El públic no va poder comprendre l'originalitat de l'òpera i els músics fins i tot van trobar els seus ritmes, no convencionals, impossibles de tocar. Vint anys més tard, Berlioz va tornar al gènere i va començar a escriure la que es convertirà en la seva obra mestra operística, Les Troyens, per satisfer les seves pròpies aspiracions musicals més que amb la ment posada en el públic del moment. Les Troyens anava a ser l'obra culminació de la tradició clàssica francesa encarnada per Gluck i Spontini. Com gairebé era de preveure, no va arribar finalment als escenaris en la seva forma completa de quatre hores, i només es va estrenar parcialment en vida del compositor: amb el títol Les Troyens à Carthage, els últims tres actes van ser representats a París el 4 de novembre de 1863, sis anys abans de la mort del compositor. La temporada seva estrena completa caldrà esperar fins a la segona meitat del segle xx, complint-se la profecia del compositor: «Si tan sols pogués viure fins als cent quaranta anys, la meva vida es tornaria decididament interessant». A l'obra no hi havia ornaments vocals que permetés el lluïment dels cantants i l'orquestra participava com un igual, amb un alt protagonisme, amb predilecció pels tempi lents i la difuminació entre àries i recitats, cosa que li dona a l'obra un aire èpic.
El seu primer i únic treball per a l'Òpera de París, Benvenuto Cellini (1838), va ser un notori fracàs. El públic no va poder comprendre l'originalitat de l'òpera i els músics fins i tot van trobar els seus ritmes, no convencionals, impossibles de tocar. Vint anys més tard, Berlioz va tornar al gènere i va començar a escriure la que es convertirà en la seva obra mestra operística, Les Troyens, per satisfer les seves pròpies aspiracions musicals més que amb la ment posada en el públic del moment. Les Troyens anava a ser l'obra culminació de la tradició clàssica francesa encarnada per Gluck i Spontini. Com gairebé era de preveure, no va arribar finalment als escenaris en la seva forma completa de quatre hores, i només es va estrenar parcialment en vida del compositor: amb el títol Les Troyens à Carthage, els últims tres actes van ser representats a París el 4 de novembre de 1863, sis anys abans de la mort del compositor. Per a la seva estrena completa caldrà esperar fins a la segona meitat del segle xx, complint-se la profecia del compositor: «Si tan sols pogués viure fins als cent quaranta anys, la meva vida es tornaria decididament interessant». A l'obra no hi havia ornaments vocals que permetés el lluïment dels cantants i l'orquestra participava com un igual, amb un alt protagonisme, amb predilecció pels tempi lents i la difuminació entre àries i recitats, cosa que li dona a l'obra un aire èpic.
La tercera i última òpera de Berlioz, una opéra-comique segons la comèdia de Shakespeare Béatrice et Bénédict (1862), va ser escrita per a un teatre d'Alemanya, on l'audiència era molt més favorable a les innovacions musicals, com l'extensa obertura orquestral.

### Segona meitat del XIX: Offenbach i l'opereta

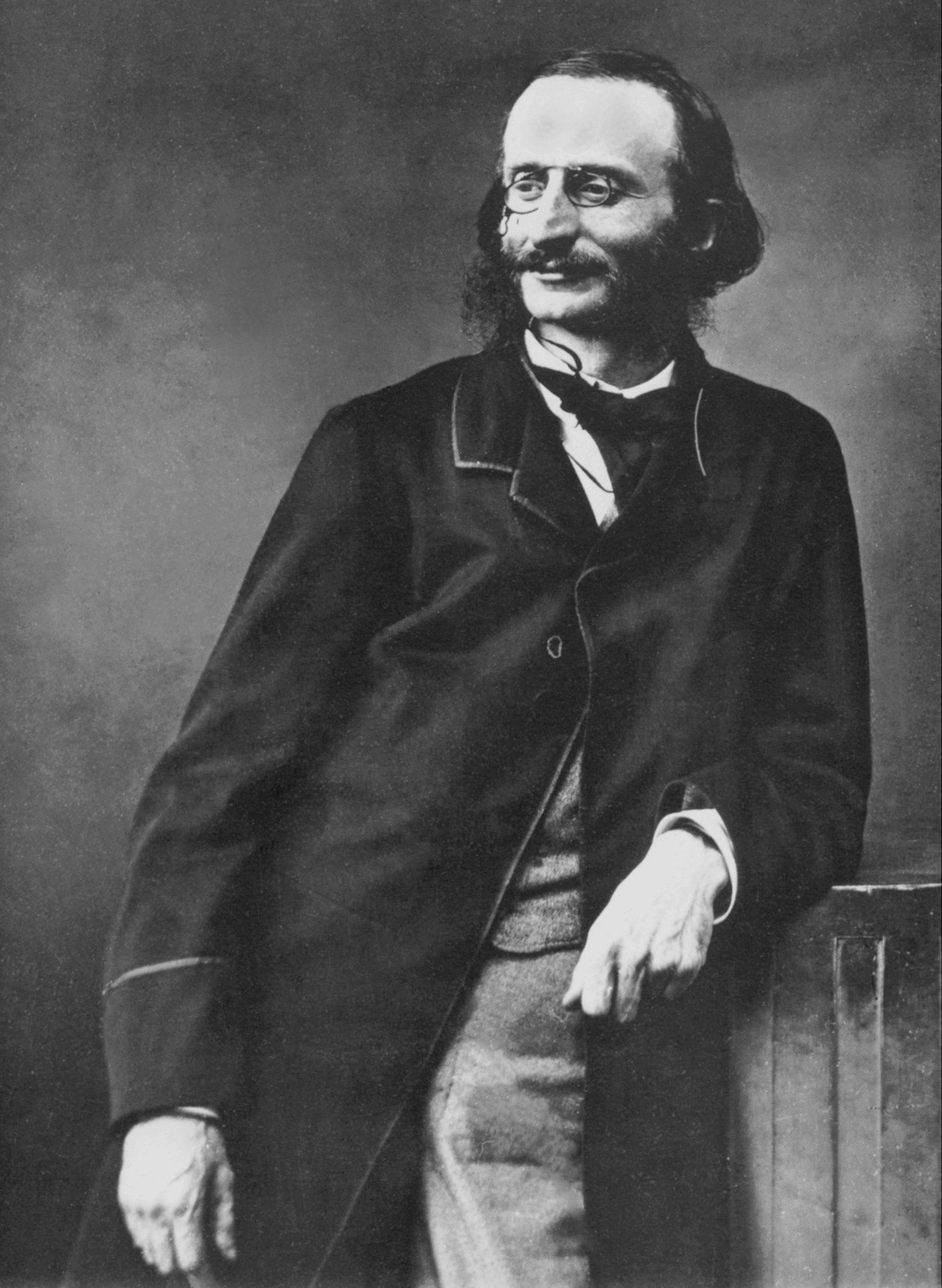
Jacques Offenbach fotografiat per Félix Nadar

En la dècada de 1850, dos nous teatres van tractar de trencar el monopoli de la música teatral a la capital que exercien el Théâtre de l'Opéra i el Théâtre de l'Opéra-Comique: el primer va ser el Théâtre Lyrique -obert de 1851 a 1870, i en el qual el 1863 Berlioz va veure l'única part de Les Troyens que es va interpretar en la seva vida- i al que es va unir el 1855, el Théâtre des Bouffes-Parisiens. Berlioz no era l'únic descontent amb la vida operística de París cap a mitjan segle xix, ja que Jacques Offenbach (1819-80) també trobava que l’opéra-comique francesa contemporània ja no oferia cap espai per a la comèdia. Offenbach, alemany nascut a Colònia (Alemanya), es va traslladar amb la seva família a París als 14 anys, i després de ser admès al Conservatori, va haver de deixar-lo per necessitats econòmiques, i entrà com a cel·lista a l'orquestra de l'òpera còmica -va arribar a ser un gran virtuós, que va donar concerts amb Anton Rubinstein, Franz Liszt, Felix Mendelssohn i Friedrich von Flotow- i el 1850 va arribar a ser director del Théâtre Français. En ocasió de l'Exposició Universal de París (1855), va obtenir la llicència per programar breus peces en un únic acte, conegudes com a musiquettes, amb dos o tres cantants, arrendant un petit teatre existent en la rue Monsigny, al que es va anomena Théâtre des Bouffes-Parisiens. Es va inaugurar el 5 de juliol de 1855, sota la direcció d'Offenbach, amb la seva bouffonerie musicale Les deux aveugles, una peça que seria la primera de moltes, totes plenes de farsa i sàtira.

Cartell dOrphée aux enfers

De seguida va traslladar el teatre a un altre major, situat en la rue Monsigny/Passage Choiseul i el 1858 va aconseguir que les restriccions del permís fossin suprimides. En aquell moment Offenbach va intentar crear una obra més ambiciosa, Orphée aux enfers, que seria el primer gran treball d'un nou gènere, l'opereta, que junt amb Florimond Hervé va contribuir a crear. Orphée era alhora tant una paròdia de les rimbombants tragèdies clàssiques com una sàtira sobre la societat contemporània. La seva increïble popularitat va portar a Offenbach a continuar component més operetes, fins a un nombre superior a 100, entre les quals destaquen La Belle Hélène (1864), La vie parisienne (1866) i La Périchole (1868).
Al final de la seva vida es va embarcar en la qual serà la seva composició per a l'escena més complexa: Els contes de Hoffmann (1881), una òpera seriosa de gènere fantàstic que tracta sobre la vida del poeta i comediant E.T.A. Hoffmann, que ja vell i desganat, mostra a l'artista romàntic, bohemi, borratxo, somniador, a qui els contratemps impedeixen sempre d'aconseguir els seus objectius. És una obra en tres actes, més un pròleg i un epíleg. El llibret de Jules Barbier, està basat en una obra que el mateix Barbier i Michel Carré havien escrit sobre tres de contes de Hoffmann - Der Sandmann, Rath Krespel i Das verlorene Spiegelbild - sent el mateix Hoffmann un personatge de l'òpera, com ell mateix solia fer en moltes de les seves històries.
Offenbach solia fixar la partitura final després d'estrenar les obres i realitzar les modificacions que el seu rodatge públic aconsellaven. La primera representació es va fer amb diàlegs complets al Teatre de la Gaité. La Gaité va trencar i Offenbach va cedir els drets per a l'opéra-comique, però en aquest teatre era tradició que els diàlegs fossin en prosa, amb cantants d'un altre tipus, havent d'adaptar l'obra. Havia completat la partitura per a piano i orquestrat el pròleg i el primer acte. Ernest Guiraud va finalitzar l'orquestració, alterant alguns números. L'obra va sofrir al llarg de les seves representacions nombroses adaptacions, recreacions i intents de fixar la partitura final. No obstant això, l'aparició en 1993 de 100 pàgines del manuscrit complet va donar lloc a una nova reconstrucció de l'obra.

### Gounod i Bizet

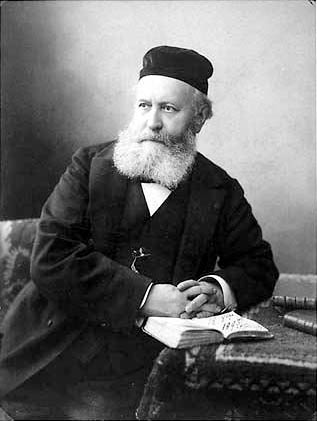
Charles Gounod fotografiat per Félix Nadar

Una creixent generació de compositors d'òpera francesa va aparèixer a mitjan segle a França, encapçalada per Charles Gounod i Georges Bizet i als que seguiran Ambroise Thomas, Léo Delibes o Camille Saint-Saëns, autors tots que encara que no tan innovadors com Berlioz, si eren molt receptius a les noves influències musicals i estaven molt atents als temes literaris en voga per triar els seus llibrets.
Charles Gounod (1818-93) va suposar una verdadera renovació dels arguments de l'òpera francesa. Després d'una època en què seguint Meyerbeer es donava importància als temes polítics i col·lectius, es va fer pas als personatges individuals, i les emocions personals van passar a ser el fil conductor i les verdaderes protagonistes tant de la música com de l'escenari. Gounod va ser un esplèndid melodista -que caracteritzava no sol als personatges principals sinó també a molts secundaris i que fins i tot en els recitatius incloïa moltes idees melòdiques- i va exigir de l'orquestra una instrumentació molt més detallada que l'habitual fins a aquell moment als teatres d'òpera. Després d'algunes obres estrenades sense massa èxit - Sappho (1851), La Nonne Sanglante (1854) i Le Médecin malgré lui (1858)- l'èxit li va arribar amb Faust (1859), basada en el drama de Goethe, que va ser estrenat al Théâtre Lyrique i que deu anys més tard va ser reposat al Théâtre de l'Ópera, iniciant una brillant carrera per tots els teatres europeus. Va seguir component, però amb menor fortuna - Philémon et Baucis (1860) La Colombe (1860), La Reine de Saba (1862)- i va tornar a tenir èxit amb Mireille (1864), basada en l'èpica provençal de Frederic Mistral, i Roméo et Juliette (1867), d'inspiració shakespeareana. Van seguir un llarg període d'inactivitat operística i després d'uns quants intents - Cinq-Mars (1877), Polyeucte (1878) i Le Tribut de Zamora (1881)- va abandonar el gènere per dedicar-se a la música religiosa.
Georges Bizet (1838-75), gran amic de Gounod, es va apropar des de molt jove al gènere operístic, component diverses opéras-comiques, com Le Docteur Miracle (1857) -que va ser primer premi d'un concurs convocat per Offenbach per al Théâtre des Bouffes Parisiens- o Don Procopio (1859), L'amour peintre (1860) i La guzla de l'Émir (1862), totes elles enviades des de Roma, després d'haver aconseguit l'autor el cobejat Premi De Roma. La seva primera verdadera òpera Les Pêcheurs de perles (1863), va ser estrenada amb poc èxit al Théâtre Lyrique, èxit que tampoc no va aconseguir amb La Jolie Fille de Perth (1867). El públic desconfiava del que li semblava ja una influència wagneriana perniciosa, que es manifestava en l'ús d'algunes harmonies i leitmotiv. Bizet, va decidir donar un gir en el seu acostament a l'escena i va apostar per una major naturalitat i llibertat melòdiques, presents ja a Djamileh (1872) i Don Rodrigue (1873), però que es manifesten de forma acabada en el seu major triomf, Carmen (1875). Escrita per al Théâtre de l'Opéra Comique Carmen va ser estrenada el 3 de març de 1875, amb poc èxit, ja que els primers crítics i el públic van ser sorpresos per la barreja de passió romàntica poc convencional i realisme. Bizet, que va morir només tres mesos més tard, no va poder assaborir el triomf que colliria l'obra, que ha arribat a ser el millor exponent de l'òpera francesa del segle xix i potser la més famosa de totes les òperes franceses. Per a l'estrena de l'obra a Viena, va caldre modificar les parts parlades, pròpies de l'òpera còmica, per recitatius i se'n va encarregar també Ernest Guiraud. Aquesta va ser la versió que va assolir fama i la que es va estrenar a tots els teatres del món (noés a partir d'una versió de 1949 es recuperarà la versió parlada, i ara ambdues es programen per igual).

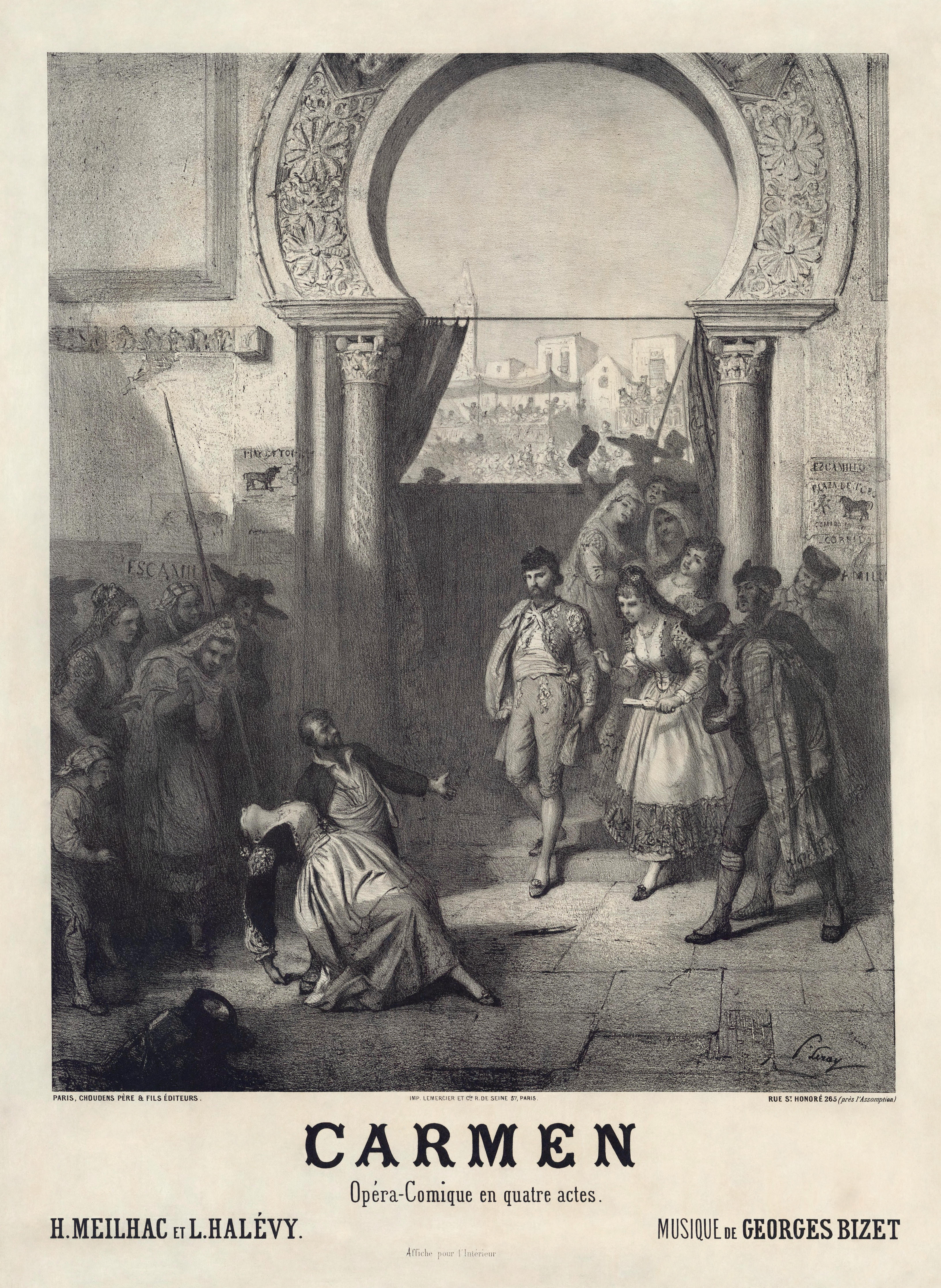
Cartell de Carmen (1875)

L'obra ha estat analitzada en moltes ocasions per entendre quines característiques la fan tan especial, en un intent de comprendre els valors substantius del gènere. La conclusió a la qual n'han arribat gairebé tots és que es donen diverses qüestions que individualment amb prou feines no diuen res, però que en conjunt li donen el verdader valor a l'obra: el llibret, considerat per alguns com un dels millors llibrets de la història, està firmat per Ludovic Halévy i Henri Meilhac i es basa en la novel·la homònima de 1845 de Prosper Mérimée, però no té gaires diferències amb altres que no van tenir èxit: els autors eren excel·lents llibretistes i l'obra literària en què es van basar era de gran qualitat, però altres llibrets, fins i tot dels mateixos autors, també ho van ser sense èxit; el tema, d'ambient espanyol, tampoc no justifica res, ja que altres obres d'aquest tipus van ser considerades «turcades», «espanyolades» o «exotisme de pacotilla»; la coherència i lògica del llibret, que encara que bones tampoc no semblen raons, ja que, per exemple, en l'escena en «un lloc salvatge de la muntanya» apareixen no només contrabandistes, sinó molts altres personatges -com la promesa i sempre bona Micaela o el torero i xulesc Escamillo- i converteixen la muntanya en un lloc massa transitat; la naturalesa d'alguns personatges, com el Don José, jove provincià i ingenu que es va malejant i acaba matant a Carmen, al seu torn personatge també esquiu, gitana sense prejudicis amb una seducció que condueix al delicte i al crim, primera dona fatal de l'òpera -a la qual seguiran Elektra o Lulú- i prototip que no desentona del molt espanyol Don Joan; la tessitura poc habitual del paper principal, una contralt (o mezzosoprano), quan habitualment els papers principals es reservaven per a sopranos, però això ja havia estat freqüent a moltes obres rossinianes i un parell d'anys més tard Saint-Saëns mateix l'usaria en el personatge de Dalila de Samson et Dalila; la circumstància històrica que l'obra hauria sabut aprofitar molt bé un moment de tancament d'una etapa antiga, en la qual l'òpera estava dominada per dos gegants com Verdi i Wagner i en la qual s'entreobria una nova època, la verista, que emprendran amb gran èxit Puccini, Mascagni o Leoncavallo. No hi ha res a l'obra que pugui assenyalar-se com a distintiu però tot l'anterior fa que la partitura de Carmen sigui assenyalada per molts com l'òpera per excel·lència.

### El nou Palais Garnier: últim quart del XIX

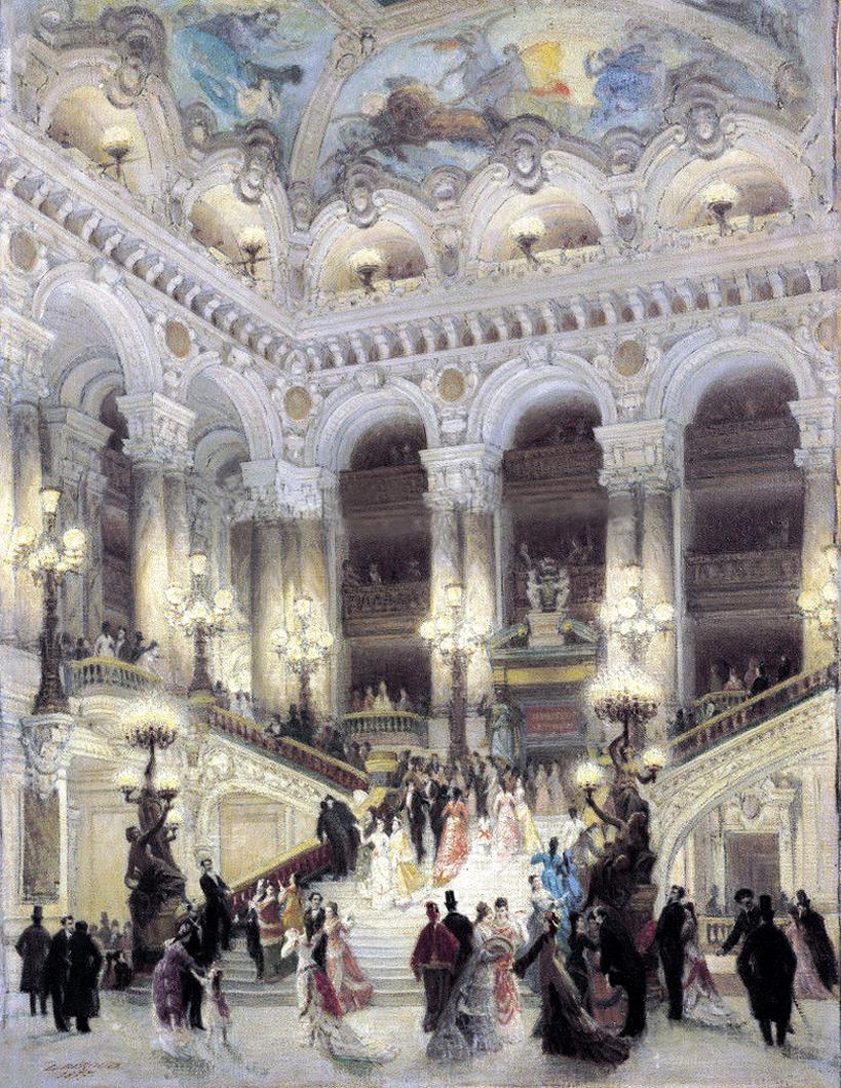
Vestíbul de l'Opera de Charles Garnier, inaugurada el 1875

El 1875 es va culminar la construcció d'un nou teatre d'òpera per a la capital, una gran obra que havia començat el 1858 quan Napoleó III va autoritzar la demolició i ocupació de més de 12.000 m² de velles edificacions. El concurs per al nou edifici, que es volia que fos tot un emblema del Segon Imperi, va ser guanyat per un jove arquitecte, Charles Garnier, amb un projecte d'estil neobarroc. Les obres van començar el 1862 i van ser molt accidentades, amb molts incidents tècnics -aparició d'aigües subterrànies i coves que van dificultar molt les tasques de fonamentació i altres derivats dels complexos esdeveniments polítics del moment com la Guerra francoprussiana, caiguda del Segon Imperi i Comuna de París de 1871. De fet, una circumstància fortuïta va donar l'impuls polític perquè es finalitzessin les obres: la nit del 28 al 29 d'octubre de 1873, un incendi que va durar 27 hores, va destruir totalment el fins llavors Théâtre National de l'Opéra, que des de 1820 era a la rue Lepetier.
París no podia quedar-se sense teatre d'òpera. Les obres es van accelerar i, finalment, el nou Palau Garnier va ser oficialment inaugurat el 15 de gener de 1875, amb el nom Académie Nationale de Musique - Théâtre de l'Opéra. Va ser una esplèndida cerimònia a la qual van assistir el president de la III República, Patrice Mac-Mahon, duc de Magenta, la família reial espanyola, el lord-maire de Londres, el burgmestre d'Amsterdam i gairebé prop de 2.000 convidats arribats de tot Europa. L'arquitecte de l'obra, Charles Garnier, hauria estat convidat (les fonts divergeixen en aquest punt), encara que va haver d'abonar el seu seient a la segona llotja. Aquest incident, particularment lamentable i molt satiritzat per la premsa de l'època -«une administration faisant payer à l’architecte le droit d'assister à l'inauguration de son propre monument!»-, expressava el rebuig dels nous governants cap als que, de prop o lluny, havien servit a l'emperador caigut, a més de l'habitual ingratitud dels poderosos cap als artistes.
La celebració incloïa la representació del tercer acte de La Juive, d'Halévy, diversos extractes de Les Huguenots, de Meyerbeer, i un Divertissement presentat per la companyia de ballet, representat pel mestre de ballet Louis Mérante, que va consistir en una recreació de la cèlebre escena Le Jardin Animé, del ballet Le Corsaire (1856), amb música de Léo Delibes i coreografia de Joseph Mazilier. El nou teatre serà el marc adequat que necessitava la capital, ja en aquell moment considerada la capital cultural del món, la Ciutat Llum que a finals de segle veurà una tradició avantguardista sòlidament establerta, amb poetes com Mallarmé, Verlaine i Rimbaud o pintors com Gauguin, Seurat i Cézanne que van fer caure els principis del realisme del segle xix. En l'últim quart de segle, l'òpera també tindrà un paper destacat i tindrà de nou una etapa de floriment i molts autors i obres d'aquest període aconseguissin fama internacional.

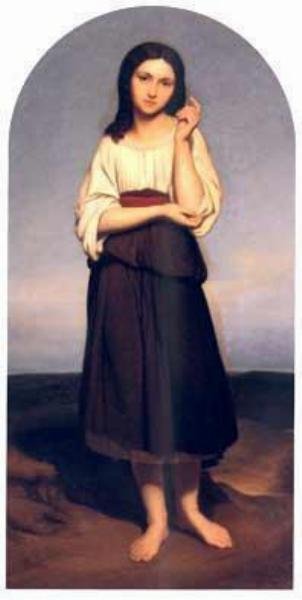
Mignon, quadre d'Ari Scheffer en què es va basar Thomas

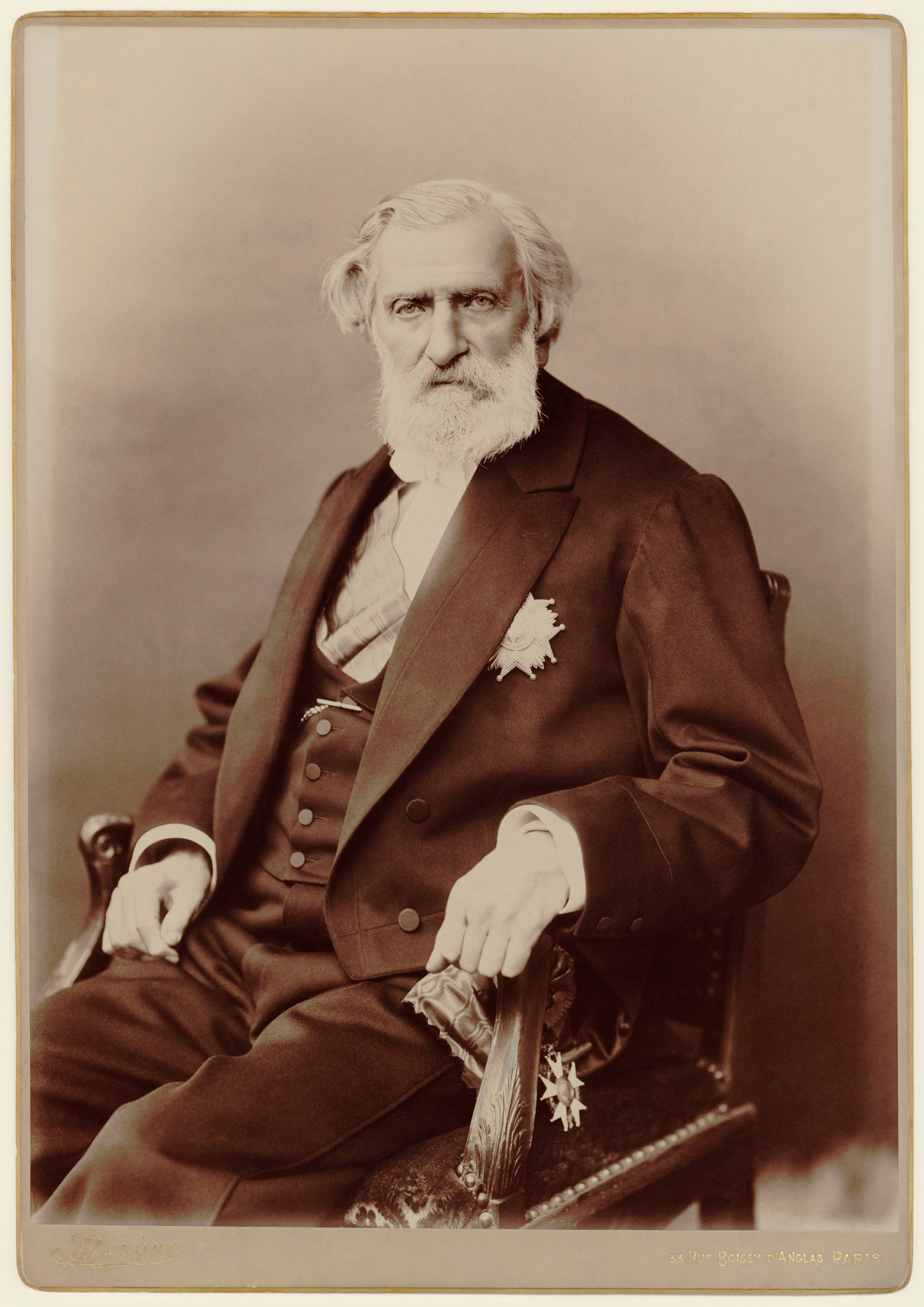
Ambroise Thomas

Ambroise Thomas (1811-96) havia estrenat ja moltes obres, amb èxit, però sense aconseguir que cap d'elles es mantingués en el repertori: La Double Échelle (1837), li va valer elogis de Berlioz; Le Caïd (1849), una opereta brillant, va tenir molt èxit (i gràcies a això Thomas va ser acollit triomfalment en l'Académie des Beaux-Arts el 1851, aixafant a Berlioz que no va obtenir ni un sol vot); Le Songe d'une nuit d'été (1850), una fantasia dramàtica, va ser ben acollida; Raymond, ou Le secret de la reine (1851), contenia una obertura que es va fer molt popular en el seu dia; Le Roman d'Elvire (1860), també va tenir bona acollida.
Intervinguda ja la cinquantena li va arribar l'èxit, després d'una acollida inicial una mica titubejant, amb la seva òpera Mignon (1866), amb un llibret basat en la novel·la de Goethe, Wilhelm Meisters Lehrjahre (1795), firmat per Jules Barbier i Michel Carré, autors d'alguns dels millors llibrets de l'òpera romàntica francesa (com Faust i Roméo et Juliette, de Gounod; Els contes de Hoffmann, d'Offenbach:; i les pròpies obres de Thomas). Des d'aquell moment, Thomas va accedir a l'estatus de compositor major. El 1894 Mignon havia estat representada més de 1.000 vegades només a l'Opéra-Comique i havia estat presentada a tots els teatres d'òpera d'Europa. La seva següent obra Hamlet (1868), basada en la tragèdia de Shakespeare, el va consagrar internacionalment. La música de Thomas no s'adaptava gaire al tema, però l'obra amaga alguns dels millors passatges musicals escrits pel compositor, en especial l'escena de l'esplanada, tot el paper d'Ofelia i el ballet, particularment brillant. La interpretació que a l'estrena van fer Jean-Baptiste Fauré i Christine Nilsson va contribuir molt al gran èxit de l'obra i Thomas va ser el primer músic a rebre, de mans de Napoleó III, la distinció de la Legió d'Honor. Encara avui Hamlet té la consideració de tenir un dels millors papers per a baríton de tota la història de l'òpera.
Léo Delibes (1836-91) va portar sempre una espècie de doble vida, ocupat cada dia com a organista, però sent també un refinat home de teatre. Va obtenir diversos llocs de director de cor, primer al Théâtre-Lyrique i, des de 1864, en l'Opéra, on adquirirà gran fama després d'estrenar dos reeixits ballets que, encara avui, formen part del repertori: Coppélia (1870) i Sylvia (1876). Encara que ja havia abordat el gènere operístic - Le boeuf Apis (1865) i La cour du roi Pétaud (1869)- la seva gran fama li va permetre escometre grans obres, com Le roi l'a dit (1873), Jean de Nivelle (1880) i el seu gran èxit, Lakmé (1883) (pòstumament es va estrenar la seva última obra, Kassya, 1893). L'exuberant i orientalitzant Lakmé, estrenada en l'Opéra-Comique el 1883, narra l'amor impossible a l'Índia del segle xix d'un oficial britànic i la filla d'un sacerdot de Brahma. Conté, entre molts números enlluernadors, el famós número de lluïment per a soprano de coloratura conegut com la Scène et légende de la fille du paria, anomenada Air des clochettes (Cançó de la campana): Où va la jeune Indoue? i el Duet de les flors, amb la bellíssima Dome épais le jasmin.
Camille Saint-Saëns (1835-1921), del que Wagner va arribar a dir que era «el més gran compositor francès viu» va tenir molts problemes per estrenar la seva primera òpera, Le Timbre d'argent (1864-77). No va ser la primera de les seves obres en ser presentada al públic, honor que li va tocar a La Princesse jaune (1872), estrenada a l'Opéra-Comique, amb bastant èxit. El 1877 va finalitzar la seva tercera òpera, Samson et Dalila, amb llibret de Ferdinand Lemaire, una història bíblica que no va ser ben acollida pels seus pròxims quan els va tocar les parts ja escrites. Només va tenir el suport de Liszt, que li va aconseguir una producció de l'obra per a Weimar a finals d'aquell mateix any, la qual cosa va animar Saint-Saëns a completar l'obra. El mateix Liszt va dirigir l'estrena amb gran èxit i a la mateixa va assistir el seu gran amic, Gabriel Fauré; després es va representar a Colònia, Hamburg, Praga i Dresden. Tanmateix, l'obra no es va estrenar a França fins dotze anys més tard, i estranyament, no a París, sinó a Ruan: una de les causes va ser el rebuig que sentia el públic francès pels temes bíblics. Només quan ja havia estat oferta en una dotzena de ciutats de províncies, va poder sentir-se el 1890, per fi, al Teatre Eden de París. Aquesta òpera, que té un format musical d'oratori, va arribar a ser una de les obres més conegudes de Saint-Saëns i durant molt temps es va mantenir en el repertori. Saint-Saëns va continuar component òperes gairebé fins a la seva mort, encara que mai no va aconseguir repetir el gran èxit de Samson: Étienne Marcel (Lió, 1879), Henri VIII (1883); Ascanio (1890); Phryné, òpera còmica (1893), Déjanire (Montecarlo, 1898); Les Barbares (1901); Parysatis (Béziers, 1902); Hélène (Montecarlo, 1904) i L'Ancêtre (Montecarlo, 1906).

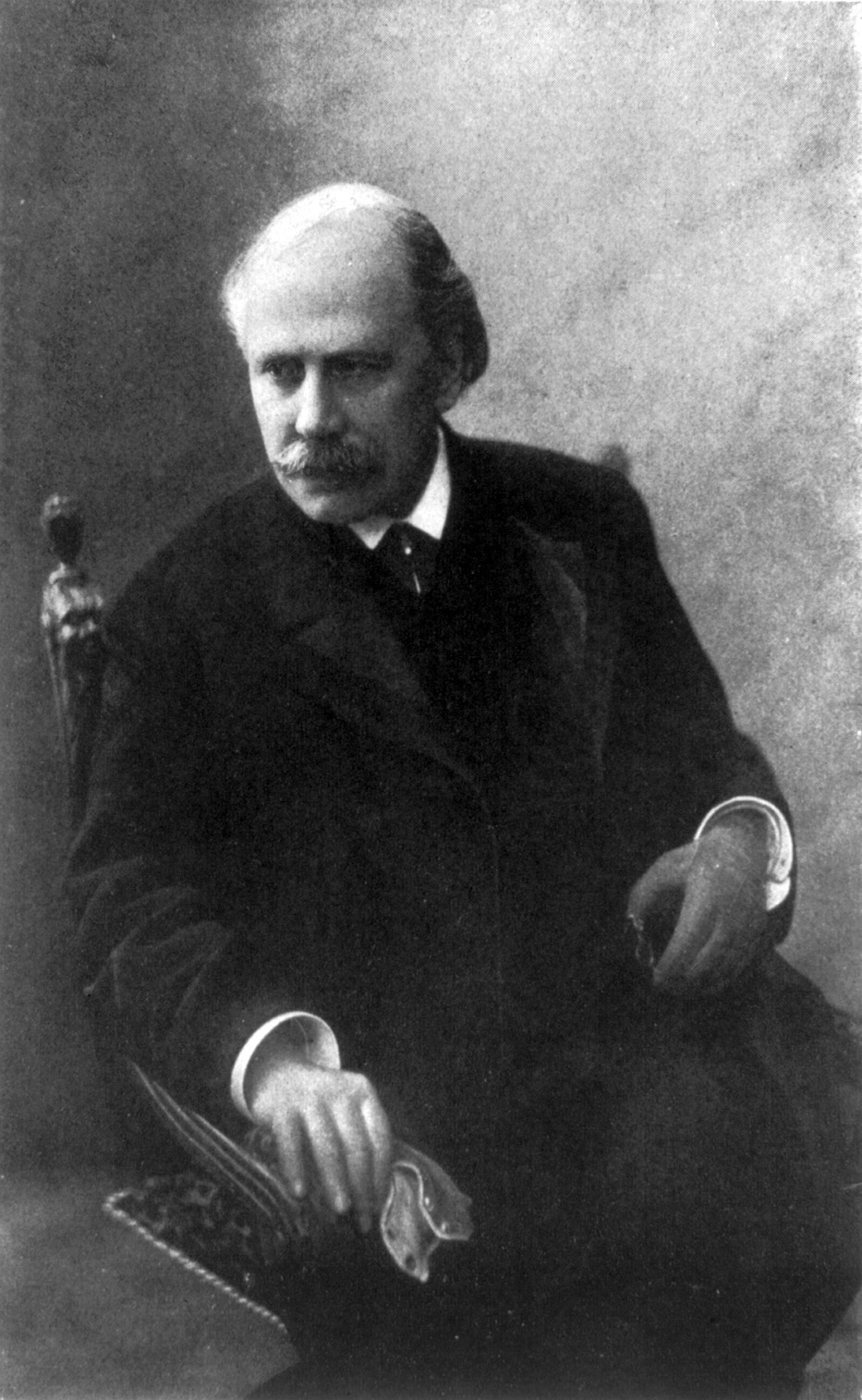
Jules Massenet

El compositor d'èxit més durador de l'època va ser Jules Massenet (1842-1912) que va compondre més de quaranta òperes, abordant tots els gèneres -grand opéra, drama històric, farsa, opéra-comique- i arguments -bíblics, històrics, màgics, cavallerescos, mitològics- en un estil característic, gens innovador però d'una gran eficàcia, suau i elegant, en el qual va saber treure partit als seus grans dots teatrals i a la seva habilitat melodística i mestria orquestradora. Després d'haver compost més de 20 òperes, de les quals només Le Roi de Lahore (1877) i Hérodiade (1881) van tenir una certa repercussió, l'èxit li va arribar plenament amb Manon (1884), segons la novel·la Manon Lescaut d'Abbé Prévost, la seva obra més popular.

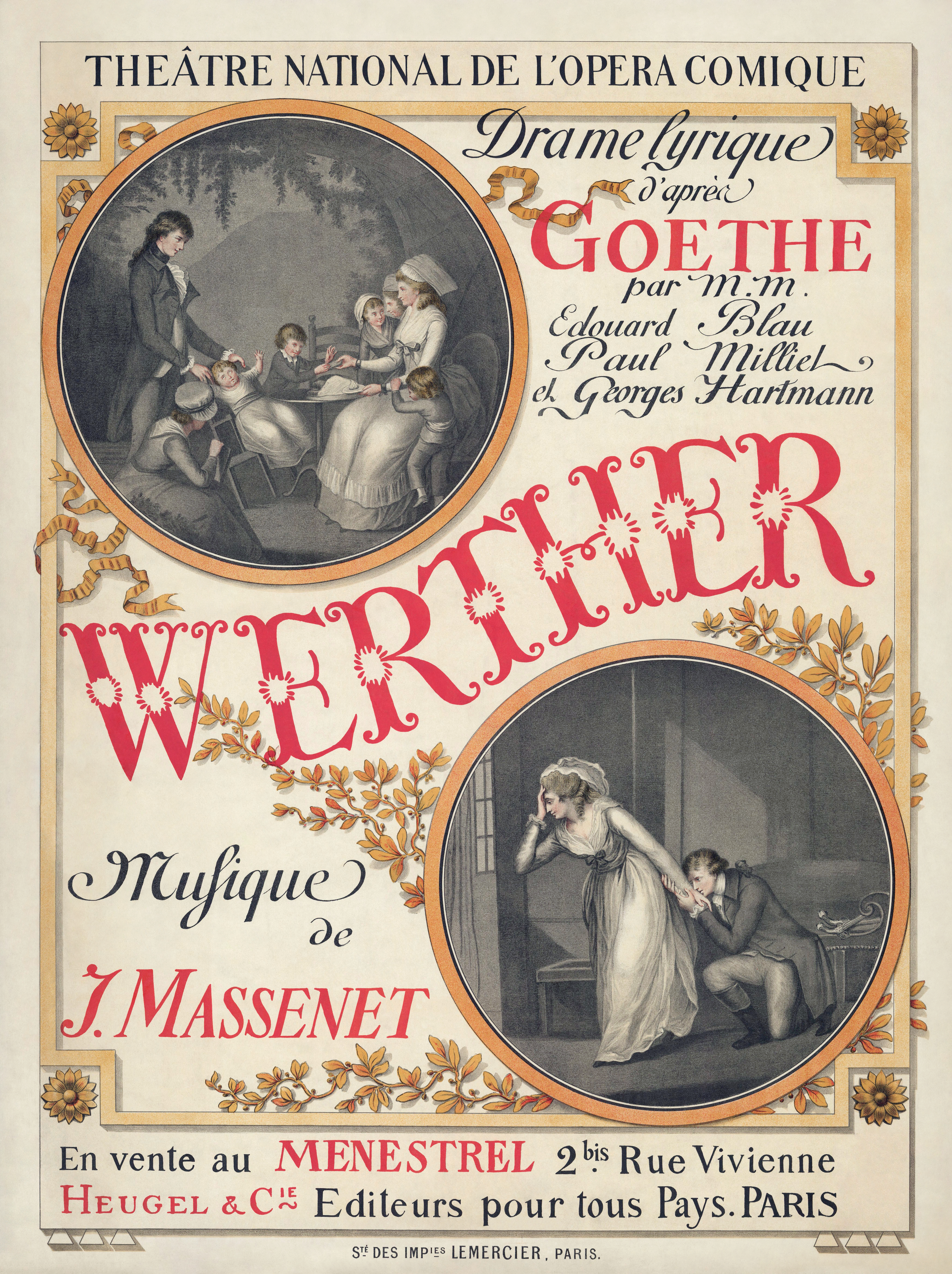
Cartell de l'estrena a París de Werther (1893)

Massenet va continuar estrenant puntualment fins a la seva mort, obres com Le Cid (1885) -sobre la tragèdia homònima de Corneille ambientada a Espanya; Werther (1892) -amb llibret sobre «Les Souffrances du jeune Werther» de Goethe- que va ser estrenada primer en versió alemanya a Viena i un any més tard en l'Opéra-Comique, i amb la qual va tornar a repetir un gran èxit; Le Jongleur de Notre-Dame (1902) -una història miraculosa sobre una llegenda medieval del segle XII, basada en l'obra homònima de 1892 d'Anatole France, estrenada a Montecarlo; i finalment Don Quichotte (1910) -inspirada en Le chevalier de la longue figure (1904), una obra teatral de Jacques Le Lorrain-, producció per a l'Opéra de Monte-Carlo, amb el llegendari baix rus Fiódor Xaliapin al paper principal.
Thaïs (1894), amb un llibret de Louis Gallet basat en la novel·la homònima de 1890 de nou d'Anatole France, narra la història de la pecadora penedida i després santa, Thaïs, i el seu ingrés en un cenobi egipci del segle iv. Amb el seu superb solo de violí de l'Acte II Méditation religieuse, conegut com a Méditation de Thaïs', és una obra molt cèlebre però envoltada d'una reputació diabòlica, no va conèixer l'èxit fins passats deu anys de la seva estrena.
La influència de Massenet és manifesta en molts compositors d'òpera, per exemple, en els italians Ruggero Leoncavallo, Pietro Mascagni, Giacomo Puccini o en la mateixa Pelléas et Mélisande de Claude Debussy. Encara que considerat en vida com el compositor més important francès d'òpera, a la seva mort la majoria de les seves obres van ser considerades sentimentals i anacròniques, i només Manon i Werther han suportat els canvis en la moda musical i continuen encara avui sent àmpliament representades.

### Wagnerisme francès i declivi de la Grand opéra
Els crítics musicals conservadors que havien rebutjat Berlioz van detectar una nova amenaça en Richard Wagner, el compositor alemany amb una revolucionària música teatral estava fent furor i controvèrsia a tot Europa. Quan va presentar una versió revisada de la seva òpera Tannhäuser a París el 1861, va provocar tanta hostilitat que va ser cancel·lada després de només tres execucions. El deteriorament de les relacions entre França i Alemanya només va empitjorar les coses, i després de la Guerra francoprussiana de 1870-71, hi havia raons polítiques i nacionalistes per rebutjar la influència de Wagner. Els crítics tradicionalistes utilitzaven el terme «wagnerià» com a sinònim d'abús de tot el modern en la música.
L'augment de la influència de Wagner en la música i les idees va ser progressiu: compositors com Gounod i Bizet ja havien començat a introduir innovacions harmòniques wagnerianes a les seves partitures, i molts artistes avançats, com el poeta Baudelaire, elogiaven aquesta «música del futur». Més endavant, altres compositors francesos van començar a adoptar l'estètica wagneriana a l'engròs a les seves obres, en particular Vincent d'Indy (Fervaal, 1897), Emmanuel Chabrier (Gwendoline, 1886) o Ernest Chausson (Le Roi Arthus, 1903). Poques d'aquestes obres han sobreviscut, ja que eren massa imitatives i els seus autors estaven tan desconcertats per l'exemple del seu heroi, que de vegades van oblidar preservar la seva pròpia individualitat.
El menyspreu pel gènere dels partidaris de l'òpera wagneriana va coincidir amb unes altres dues causes de més recorregut que van portar en el declivi a la grand opéra. Cada vegada es componien menys obres noves de gran format i, per tant, l'estil va anar passant de moda i les noves produccions, que també exigien cantants cars -Les Huguenots, per exemple, es coneix com la nit de les set estrelles a causa de la seva exigència de set grans artistes-, cada vegada eren més costoses i difícils d'amortitzar. Això significava que econòmicament eren les apostes més arriscades i per això les més vulnerables i als compositors no els atreien per desenvolupar nou repertori.
Va coincidir a més amb la desaparició de moltes obres del gènere del repertori, per donar pas a noves modes, com per exemple, les òperes d'estil verista. Aquesta va ser la causa que perdessin el seu lloc primer a l'Opéra de París (sobretot quan molts dels muntatges originals es van perdre en l'incendi de 1873). L'incendi, que va durar 27 hores, es va esdevenir la nit del 28 al 29 d'octubre de 1873, va destruir totalment l'edifici situat a la rue Lepetier, en la qual des de 1820 hi havia el Théâtre National de l'Opéra. Encara que hi havia altres teatres, com el Théâtre de la Gaité Lyrique, que ja podien atreure artistes de primera categoria i donar les velles obres favorites. La Juive hi va ser representada de forma regular i el 1917, es va dedicar una temporada completa a les antigues obres majors, incloses l'òpera d'Halévy La reine de Chypre.

## El segle XX

### Debussy:Pelléas et Mélisande

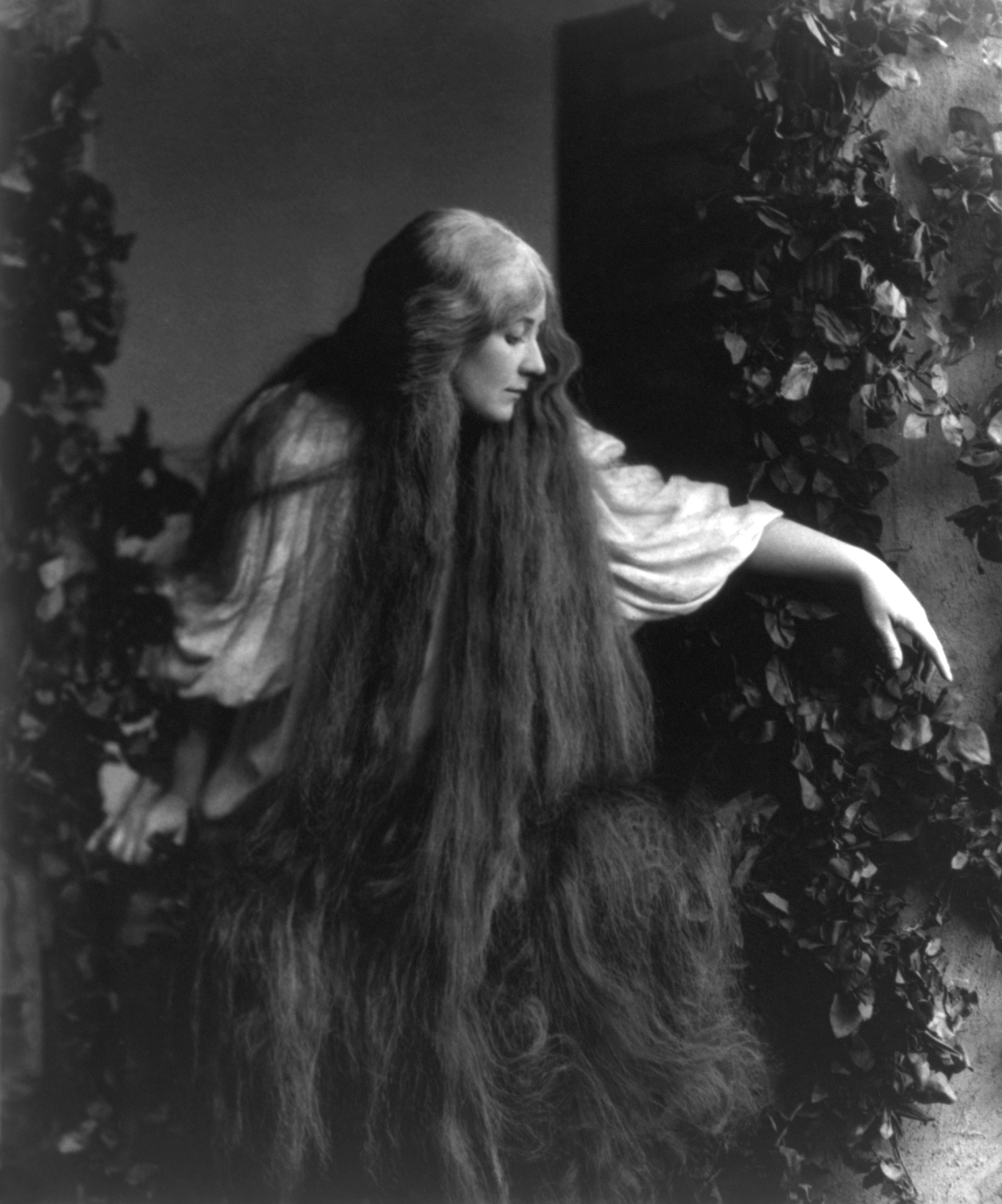
Mary Garden, la intèrpret de l'estrena, en una representació de Pelléas et Mélisande el 1908

Claude Debussy (1862-1918) va tenir una actitud més ambivalent i, en última instància, més fructífera, davant de la influència wagneriana. Inicialment desconcertat per la seva experiència de les òperes de Wagner -especialment Parsifal -, més tard va tractar d'alliberar-se de l'encanteri de la Old Wizard de Bayreuth. L'única òpera de Debussy Pelléas et Mélisande (1902) mostra la influència del compositor alemany en el paper central donat a l'orquestra i la completa abolició de la tradicional diferència entre l'ària i el recitatiu.
De fet, Debussy s'havia queixat que havia "cantat massa" en l'òpera convencional i el va substituir per una fluida declamació vocal, emmotllada als ritmes de la llengua francesa. La història d'amor de Pelléas et Mélisande evita les grans passions del Tristany i Isolda de Wagner en favor d'un esquiu drama simbolista en què els personatges només expressen els seus sentiments indirectament. El misteriós ambient de l'òpera es veu reforçat per l'orquestració d'una notable subtilesa i poder suggestiu.

### Fins a la I Guerra Mundial
Els primers anys del segle xx van veure l'estrena de dues òperes franceses més que, encara que no al nivell de l'assoliment de Debussy, van aconseguir absorbir les influències wagnerianes sense perdre el sentit de la seva individualitat. Es tracta de Pénélope (1913), una austera obra de Gabriel Fauré (1845-1924) sobre el drama clàssic i d'Ariane et Barbe-bleue (1907), un drama colorista i simbolista de Paul Dukas (1845-1924).
Gabriel Fauré va abordar no pas menys de deu projectes d'òpera abans de finalitzar-ne realment un, gairebé sempre a causa que no li acabaven de convèncer els temes. La música incidental per a Prométhée (1900), un drama líric amb interludis parlats, va tenir un gran èxit i li va permetre assajar una nova forma d'acostament al gènere. Set anys més tard, Fauré va trobar un tema que li va encantar i va finalitzar Pénélope (1907-13), un drama líric. En ella dona una solució personal al problema de l'òpera postwagneriana: Pénélope pot ser descrita com una 'òpera de cançons', ja que no fa ús ni de l'esquema clàssic d'àries amb recitatiu, ni tampoc de la melodia contínua wagneriana, sinó més aviat una seqüència de curts passatges lírics, sense repetició, units per ariosos i, amb menor freqüència, recitatiu pla, de vegades sense acompanyament. Pénélope per tant, compleix el repte de mantenir un equilibri entre les veus i l'orquestra, el paper de la qual és important perquè proporciona un comentari sobre l'acció a través de diversos fils conductors en la forma de Pelléas et Mélisande, encara que ambdues obres no s'assemblen en res. Igual com Pelléas i Wozzeck, Pénélope va suposar una solució original, però com aquestes obres, no tindrà verdaders successors. Tanmateix, Fauré sentia massa disgust pels efectes teatrals per poder crear una obra popular i encara que Pénélope és una obra mestra, és una obra mestra de música pura.

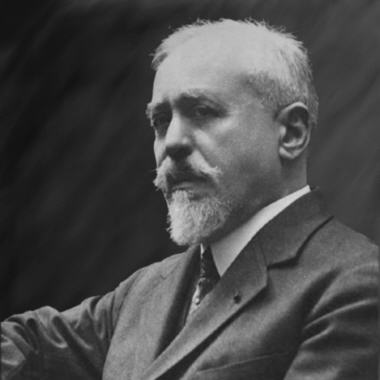
Dukas va estrenar amb verdader èxit el 1907, Ariane et Barbe-bleue

Paul Dukas, a més de compositor, va ser un important crític que com a tal havia realitzat el pelegrinatge a Bayreuth el 1886 i el 1889 i assistit a Londres a la representació del Ring el 1892. Dukas havia reflexionat en profunditat sobre l'òpera, estudiant Gluck, Mozart, Beethoven i sobretot, a Wagner. Dukas va triar un text de Maeterlinck i va començar l'obra el 1899, dedicant-s'hi durant gairebé vuit anys. L'estil narratiu de Maeterlinck va donar a Dukas llibertat per al desenvolupament simfònic d'una densa textura motívica. Un bon exemple de la seva tècnica operística són les sis variacions escèniques d'un tema en l'acte I. La seva elaboració harmònica formen les notes fonamentals d'una escala tonal i es correspon, a l'acció, amb l'obertura de sis portes i el descobriment de sis tresors de joies. Altres formes musicals construïdes de la mateixa manera se succeeixen a tota l'obra. Tres preludis per a orquestra anticipen l'acció i el desenvolupament motívic de cada acte. Giselher Schubert va comentar: "la idea d'una partitura d'òpera concebuda simfònicament condueix a formes musicals autònomes, que estan, tanmateix, íntimament lligades a l'escena".
L'estrena el 1907 d'Ariane et Barbe-bleue va suposar el reconeixement internacional del compositor. Traduïda a l'alemany aquell mateix any, a l'anglès el 1910, a l'italià el 1911, també es van fer adaptacions per a efectius més reduïts. L'estrena a Viena el 1908, dirigida per Zemlinsky, va despertar l'interès del mateix Arnold Schönberg i el seu cercle.

### La crisi d'entreguerres
Els gèneres més frívols de la «opéra-comique» i l'opereta prosperaven encara, a les mans de compositors com André Messager (1853-1929) i Reynaldo Hahn (1874-1947). De fet, per a moltes persones, lluminoses i elegants obres com aquestes representaven la verdadera tradició francesa, en contraposició amb la «teutònica pesadesa» de Wagner. Aquesta era l'opinió de Maurice Ravel, que va escriure només dues òperes breus però enginyoses: L'Heure espagnole (1911), una farsa ambientada a Espanya, i L'Enfant et les Sortilèges (1925), una fantasia ambientada al món de la infantesa en la qual diversos animals i mobles prenen vida i canten.
Un grup de joves compositors, que van formar el grup conegut com a Grup dels Sis compartien la mateixa estètica de Ravel. Els membres més importants van ser Darius Milhaud, Arthur Honegger i Francis Poulenc. Milhaud va ser un compositor prolífic i versàtil que va escriure en una varietat de formes i estils, des de les Opéras-minutes (1927-28), cap de les quals no tenia més de deu minuts de durada, a l'èpica Christophe Colomb (1928), que utilitza un enorme i inusual nombre d'instruments així com una complexa parafernàlia dramàtica, inclosa una pel·lícula per crear una fidel exposició del misticisme catòlic del poeta. Milhaud estava molt influït per la riquesa textual de Claudel, com reflecteix a la seva obra L'Orestíada. Altres òperes seves com Ariadna, L'alliberament de Teseo i David, amb text de Boris Vian, passaren sense pena ni glòria.
Si bé una de les aspiracions declarades del suís Arthur Honegger (1892-1955) havia estat escriure «res més que òperes», considerava que el teatre líric era en declivi i que fins i tot podia desaparèixer. Encara jove va fer alguns primerencs intents -Philippa (1903), Sigismond (1904) i La Maragda (1907) i la inacabada La mort de Sainte Alméenne (1918)- abans d'abordar la seva única altra òpera seriosa, Antigone (1924-27), una col·laboració amb Cocteau, amb una traducció molt condensada, la musicalització de la qual va ser innovadora per l'absència de recitatius i la seva «incorrecta» accentuació de les paraules (que constant invertia la tradicional convenció de la prosòdia francesa, que tracta la consonant d'atac com una anacrusa). El llenguatge musical i la mateixa forma austera del treball van fer que no fos bé rebuda. La seva col·laboració amb Paul Valéry sobre el melodrama Amphion (1929) li va suposar un efímer èxit. Encara que molt més restringit harmònicament que Antigone, mostra en la seva escriptura melòdica les mateixes qualitats de distinció, encara que delatant clarament quines eren les seves influències: Stravinski. Tanmateix, l'opereta que va seguir, Les aventures del roi Pausole (1929-30), va ser un tremend èxit, amb una primera producció en el Bouffes-Parisiens a la qual van seguir més de 500 representacions. La partitura és una barreja del millor dels estils d'opereta de Chabrier, Gounod, Lecocq, Messager i Offenbach, i va prendre el públic i la crítica per sorpresa: les memorables línies melòdiques són la causa principal del seu encant, abandonades ja les innovacions declamatòries de Antigone. El seu altre treball com a compositor d'operetes inclou una col·laboració amb Ibert en L'aiglon (1936-37). Honegger va compondre molt i freqüentà molts gèneres, experimentant amb una barreja d'òpera i oratori en obres com Le roi David (1921) i Jeanne d'Arc au bûcher (1938), o amb el ballets a Anfión (1931) i Semíramis (1933-34), obres en les quals l'accent es posa més en l'aspecte teatral que en el purament musical.

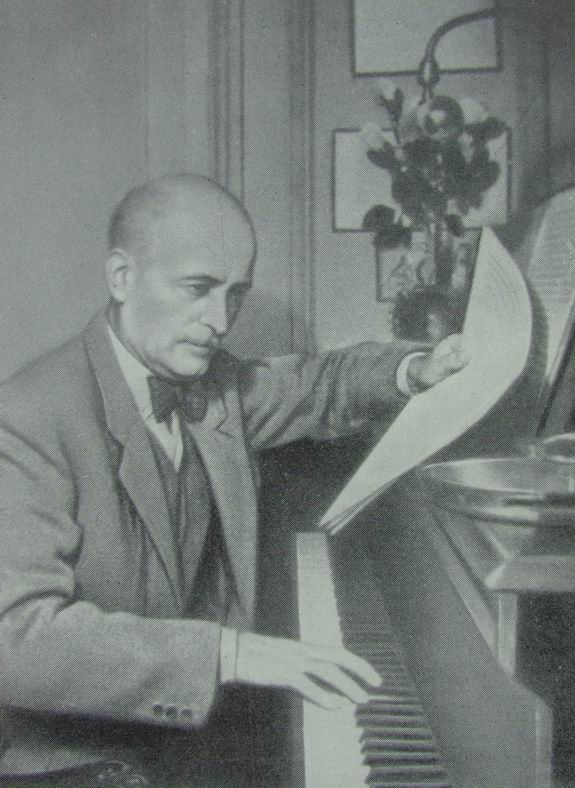
Jacques Ibert el 1938

Jacques Ibert (1890-1962) es va iniciar en el gènere component una òpera el 1921, Persée et Andromède, ou Le plus heureux des trois, que no va ser estrenada fins a 1929. Va comptar com a llibretista amb el seu cunyat Nino, amb qui uns anys més tard va fer un intent de renovar l'opéra-bouffe amb Angélique (1926, estrenada el gener de 1927), que obtindrà un gran triomf i li va permetre estrenar la seva obra anterior. Va compondre dues obres més -Le roi d'Yvetot (1927-8, estrenada el 1930) i Gonzague (1930, estrenada a Montecarlo el 1931)- abans d'abordar el gènere en companyia del seu gran amic Honegger. Amb L'aiglon (1936, estrenada a Montecarlo el 1937), Honegger i Ibert van demostrar la seva capacitat de jutjar l'esperit de l'època: composta quan a França governava el Front Popular, l'estil de l'òpera era prou accessible per atreure el gran públic, i alhora, prou sofisticat per no desil·lusionar els admiradors d'ambdós compositors, que van deixar constància de la plenitud dels seus recursos tècnics. Ambdós van repetir experiència amb Les petites cardinal (1937), una opereta basada en un argument de L. Halévy que va ser estrenada a París el gener de 1938. Ibert encara va realitzar una experiència operística més, aquesta vegada per a la ràdio Barbi-bleue (1943), una opéra-bouffe que va ser el seu últim acostament al gènere. Igual com els seus contemporanis, com Francis Poulenc, Darius Milhaud i Henri Sauguet, Ibert va seguir l'exemple de Chabrier en un intent de reactivar les virtuts franceses, melodies curtes de gran claredat, tonalitat clara, textures transparents i frescor d'inspiració.

### Després de la II Guerra Mundial

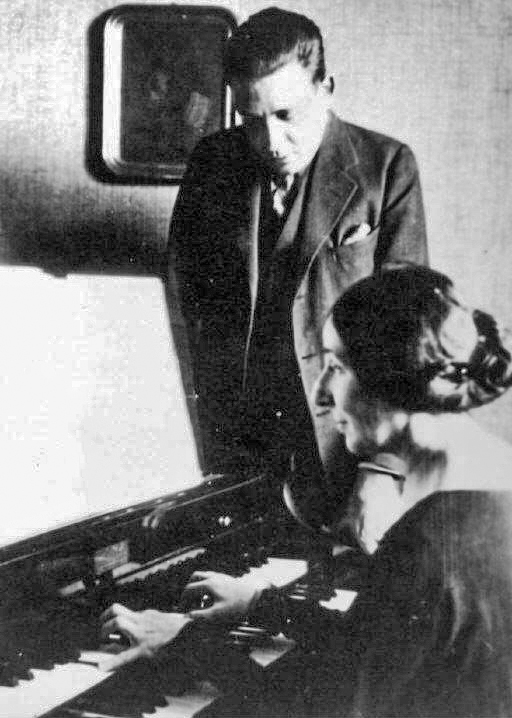
Francis Poulenc amb Wanda Landowska

Finalitzada la Segona Guerra Mundial, les expectatives de l'òpera com a gènere eren ombrívoles: molts teatres europeus havien quedat destruïts, les companyies s'havien dispersat i hi havia escassetat de mitjans i elements essencials. Compondre noves òperes semblava una pèrdua de temps i durant uns anys els compositors van escriure tan sols òperes de cambra, que resultaven barates de produir, com The Rape of Lucrecia (1946), amb préstecs del ters classicisme d'Ígor Stravinski, l'estil neobarroc de Paul Hindemith o les òperes curtes de "Les Six" del París dels anys 1920. La tècnica dodecafònica es va assentar fermament, particularment en la música instrumental i compondre obres escèniques dodecafòniques va acabar per foragitar el públic i, per tant, deixaran de fer-se nous encàrrecs.
En aquest ambient va treballar Poulenc, sens dubte el compositor d'òpera de més èxit del grup dels sis i el que va renovar l'escena francesa, escrivint alguna de les poques òperes posteriors a la guerra que van aconseguir una àmplia audiència internacional. Poulenc, malgrat que va arribar tard al gènere amb la comèdia surrealista Les Mamelles de Tirésias, una òpera bufa estrenat el 3 de març de 1947 en l'Opéra-Comique, sobre un llibret de Guillaume Apollinaire, un drama surrealista que porta implícit el missatge de la necessitat que neixin nens a França i de l'estímul de «la libido» en les dones franceses, preocupació nacional que hi ha a França ja des de temps de Napoleó. L'obra és d'una inventiva i creativitat desbordant on transcorren, vertiginosament, una sèrie d'escenes fonamentades totes en l'absurd, amb personatges ratllant en la bogeria.
En complet contrast, la millor òpera de Poulenc Dialogues des Carmélites (1956), aquesta vegada sobre un llibret de Georges Bernanos i estrenada a la 26 de gener de 1957 a la Scala de Milà (el maig es va presentar a París), és un drama d'angoixa espiritual sobre la sort d'un grup de monges d'un convent condemnades a mort durant la Revolució francesa. L'obra, de personatges gairebé exclusivament femenins, es resol en una sèrie d'escenes de durada molt curta. La bellesa del text nu i el seu profund sentit religiós, amb una fusió perfecta i equilibrada entre música i paraula. Poulenc segueix simplement, com Debussy, l'antic principi de Monteverdi: "L'estil recitatiu és quan es parla cantant; el líric és quan es canta parlant". Arnold Schönberg descriu l'obra com "une symphonie pour grand orchestre avec accompagnement d'un voix de chant".
La seva tercera i última òpera, La Voix humaine (1958), una tragèdia lírica en un acte per a veu de soprano lírica i orquestra, sobre la famosa obra de Jean Cocteau, va ser estrenada el 6 de febrer de 1959 a L'Operá Comique de París. L'obra és un llarg monòleg de prop de 45 minuts, de gran patetisme, una conversa telefònica d'una jove amb el seu amant que l'abandona. L'angoixa, la incertesa de la jove, les interrupcions i els silencis mentre l'amant parla en l'altre costat del telèfon, el pensament de suïcidi, la mort final, donen una gran força dramàtica a l'obra.
Un altre compositor després de la guerra en atreure atenció fora de França va ser Olivier Messiaen, un home, com Poulenc, devot catòlic. El drama religiós de Messiaen Saint François de Assise (1983) exigeix enormes forces orquestrals i corals i dura més de quatre hores. És una obra de proporcions ciclòpies i refinament exquisit, culminació de la vida i obra del compositor; síntesi de les seves profundes creences; l'interès permanent pel cant dels ocells; el seu brillant color sonor i la rica densitat del llenguatge musical.
En l'últim quart del segle xx, l'òpera francesa, malgrat els esforços artístics i els avenços tecnològics, es va haver d'enfrontar-se a una gran crisi financera. Com en la major part de països les companyies franceses estan àmpliament subvencionades per l'Estat, sota risc de desaparèixer (llevat dels Estats Units, que viuen de l'aportament de fundacions privades, empreses comercials i generosos donants). Tanmateix, França va abordar la construcció de nous teatres d'òpera, en especial l'Opéra Bastille de París (1989) i l'Òpera de Lió, responent al desig de perfecció acústica i a una estratègia politicocultural determinada que buscava popularitzar el gènere.
René Leibowitz tres òperes, La Rumeur de l'espace, Circulaire de minuit inèdita, i Les Espagnois a Venise, òpera bufa, estrenada el 1970.

## El segle XXI
L'escena operística francesa ha canviat molt a finals de segle, amb l'obertura de l'Opéra Bastille. Nous compositors com Philippe Manoury, estrenen obres com 60th Parallele (1997), ambientada en un aeroport en el qual els passatgers que esperen el seu avió han d'esperar que remeti una tempesta de neu i estrenada al Théâtre du Châtelet o K... (2001), sobre El Procés de Kafka, estrenada en l'Opéra Bastille.
Un dels últims compositors d'òpera francesos és Pascal Dusapin (1955), que ja ha aconseguit estrenar un bon nombre d'obres: Roméo & Juliette (1989), Medea (1993), To Be Sung (1994), Perelà, Uomo di fumo (2003), i Fast, the Last Night (2006), la seva última obra, en una nit i onze escenes, estrenada curiosament per l'Òpera de Lió. La millor acollida per la crítica va ser Perelà, que amb àries d'aparença belcantista d'una bellesa inexcusable, amb esclats orquestrals i el ric timbre del clave, l'orgue o la bateria de jazz, aconsegueix crear un clima misteriós de gran dramatisme. I suposa una claríssima fita de l'òpera dels nostres dies a la recerca de si mateixa. «No vaig intentar reflexionar en particular sobre la tradició del gènere ni reformular-lo. El que m'interessa de l'òpera és, precisament, l'òpera. És a dir, les passions i la possibilitat de la música de reflectir aquestes passions» diu el compositor.
Un altre autor que també aconsegueix estrenar és Philippe Fénelon, Le chevalier imaginaire (segons Cervantes al Châtelet, 1992), Salammbó (segons Flaubert a l'Opéra National de Paris, 1998) i Les Rois (segons Cortazar a l'Opéra National de Bordeaux, 2004), Faust (segons Lenau al Teatre del Capitoli de Tolosa, 2007) i la recentment estrenada Judith (29 de novembre de 2007).
| Principals teatres d'òpera de França | Principals teatres d'òpera de França | Principals teatres d'òpera de França | Principals teatres d'òpera de França | Principals teatres d'òpera de França | Principals teatres d'òpera de França | Principals teatres d'òpera de França |
| ------------------------------------ | ------------------------------------ | ------------------------------------ | ------------------------------------ | ------------------------------------ | ------------------------------------ | ------------------------------------ |
| Grand Théâtre de Bordeus             | Òpera d'Estrasburg                   | Òpera de Marsella                    | Òpera de Lille                       | Òpera Garnier de París               |                                      | Òpera de La Bastille                 |
| Grand Theatre de Bordeus             | Òpera d'Estrasburg                   | Òpera de Marsella                    | Òpera Garnier de París               | Òpera de Lille                       | Òpera de Lió (Jean Nouvel)           | Òpera de La Bastille                 |